# Мстители (фильм, 2012)
«Мсти́тели» (англ. The Avengers) — американский супергеройский фильм 2012 года, основанный на одноимённой команде из комиксов издательства Marvel Comics. Шестая лента в медиафраншизе «Кинематографическая вселенная Marvel» (КВМ), созданная Marvel Studios и распространявшаяся Walt Disney Studios Motion Pictures. Режиссёром и сценаристом фильма выступил Джосс Уидон. Роли Мстителей исполнили Роберт Дауни-младший, Крис Эванс, Марк Руффало, Крис Хемсворт, Скарлетт Йоханссон и Джереми Реннер; в фильме также сыграли Том Хиддлстон, Кларк Грегг, Коби Смолдерс, Стеллан Скарсгард и Сэмюэл Л. Джексон. По сюжету Ник Фьюри (Джексон) и шпионская организация «Щ.И.Т.» объединяют Тони Старка (Дауни-младший), Стива Роджерса (Эванс), Брюса Бэннера (Руффало), Тора (Хемсворт), Наташу Романофф (Йоханссон) и Клинта Бартона (Реннер) в команду, чтобы помешать брату Тора Локи (Хиддлстон) покорить Землю.
Разработка фильма началась, когда в апреле 2005 года Marvel Studios получила кредит от банка «Merrill Lynch». В мае 2008 после успеха «Железного человека» Marvel объявила, что «Мстители» выйдут в июле 2011 года и объединят Тони Старка (Дауни-младший), Стива Роджерса (Эванс), Брюса Бэннера (Руффало) и Тора (Хемсворт) из предыдущих фильмов КВМ. В марте 2009 года после подписания контракта Йоханссон на роль Наташи Романофф премьера фильма был перенесена на 2012 год. Уидон, приглашённый в качестве режиссёра в апреле 2010 года, переписал изначальный сценарий Зака Пенна. Съёмки начались в апреле 2011 года в Альбукерке, штат Нью-Мексико, затем в августе 2011 продолжились в Кливленде, штат Огайо, а завершились в сентябре в Нью-Йорке. На этапе постпродакшна фильм был сконвертирован в формат 3D.
Мировая премьера картины состоялась 11 апреля 2012 года в голливудском кинотеатре «Эль-Капитан». Лента вышла в прокат в России 3 мая, в США — 4 мая, как завершение первой фазы КВМ. Фильм был высоко оценён критиками за режиссуру и сценарий Уидона, визуальные эффекты, экшен-сцены, актёрскую игру и музыку, а также получил множество наград и номинаций, включая номинации на премии «Оскар» и BAFTA за достижения в области визуальных эффектов. В общей сложности кинолента собрала в мировом прокате более $1,5 млрд, установив многочисленные рекорды кассовых сборов и став третьим по величине фильмом в истории (на момент выхода) и самым кассовым фильмом 2012 года, а также первым проектом Marvel, принесшим студии $1 млрд сборов. В 2017 году в статье журнала «Empire» фильм «Мстители» был отмечен как один из 100 величайших фильмов всех времён. Позднее в рамках Саги бесконечности вышли три продолжения: «Мстители: Эра Альтрона» (2015), «Мстители: Война бесконечности» (2018) и «Мстители: Финал» (2019). Два будущих фильма о Мстителях завершат события Саги мультивселенной: «Мстители: Судный день» (2026) и «Мстители: Секретные войны» (2027).

## Сюжет
Асгардский бог Локи заключает сделку с повелителем инопланетной расы, известной как «Читаури»: в обмен на Тессеракт — неиссякаемый источник космической энергии, имеющий кубическую форму, и содержащий в себе Камень Пространства, читаури предоставят Локи армию для захвата Земли. Ник Фьюри, директор агентства «Щ.И.Т.», прибывает на объект «объединения тёмной энергии» (основанный на проекте «Пегас»), где астрофизик Эрик Селвиг занимается исследованием Тессеракта. Селвиг и агент Мария Хилл сообщают Фьюри, что куб нестабилен и возможен выброс энергии. Тессеракт активизируется, открывает портал и перемещает Локи на Землю. Он забирает Тессеракт и при помощи своего скипетра получает контроль над Селвигом и несколькими агентами «Щ.И.Т.», в том числе и над агентом Клинтом Бартоном, более известном как «Соколиный глаз». С их помощью Локи уходит, а портал саморазрушается, уничтожая базу.
Фьюри решает возродить отменённую ранее инициативу «Мстители». Агент организации «Щ.И.Т.» Наташа Романофф, более известная как «Чёрная вдова», отправляется в Индию, где находит специалиста по гамма-излучению доктора Брюса Бэннера. Хотя тот понимает, что «Щ.И.Т.» хочет использовать его альтер эго Халка в своих целях, он соглашается на предложение. Агент Фил Колсон навещает Тони Старка и его помощницу и возлюбленную Пеппер Поттс, уговаривая Старка завершить исследования Селвига. Сам Фьюри посещает Стива Роджерса, который был первым американским супергероем — Капитаном Америкой — и со времён Второй мировой войны был заморожен на 70 лет. Герои прибывают на Геликарриер — летающий авианосец «Щ.И.Т.».
Локи засекают в Штутгарте. Пока Клинт Бартон похищает для него иридий, необходимый для стабилизации куба, Локи заставляет гражданское население присягнуть ему на верность, но Капитану Америке и Железному человеку удаётся взять его в плен. Во время транспортировки на них нападает Тор — сводный брат Локи и бог грома. Он пытается убедить брата вернуться в Асгард и отдать Тессеракт, и после недолгой стычки с Капитаном Америкой и Железным человеком понимает, что они преследуют те же цели, и присоединяется к команде. Локи доставляют на Геликарриер и помещают в предназначенную для удержания Халка камеру, пока куб не будет найден. Работая вместе с Бэннером, Старк взламывает компьютеры «Щ.И.Т.» и обнаруживает разработки по использованию Тессеракта в производстве оружия массового поражения на случай возможного вторжения. Роджерс находит вооружение, работающее на энергии куба, которое раньше использовала нацистская организация «Гидра». Старк и Роджерс обвиняют Фьюри во лжи, герои начинают ссориться, что чуть было не приводит к открытому конфликту. Чёрная вдова, якобы пытаясь выторговать у Локи свободу Бартона, узнаёт, что он намеренно сдался команде, и что его настоящий план заключается в провокации Брюса Бэннера на новое появление Халка. Тем временем солдаты Локи во главе с Соколиным глазом нападают на авианосец, обнаружив его благодаря излучению скипетра. Соколиный глаз повреждает один из двигателей, который позднее с трудом запускают Капитан Америка и Железный человек. Из-за аварии в Бэннере просыпается Халк, которого пытается сдержать Тор, в результате чего Халк падает с корабля. Во время борьбы с Соколиным глазом Чёрной вдове удаётся ударом по голове снять с него контроль Локи.
Локи удаётся выбраться из камеры, заперев в ней Тора. Смертельно ранив напавшего на него агента Колсона, Локи сбрасывает камеру с Тором с авианосца и сбегает. При помощи своего волшебного молота Мьёльнира Тор выбирается из ловушки. Фьюри использует смерть Колсона, чтобы мотивировать героев работать в одной команде. Старк и Роджерс понимают, что Локи нужно не просто победить их, а доказать своё превосходство перед человечеством, и догадываются, что он использует дуговой ядерный реактор Башни Старка в Нью-Йорке, чтобы с помощью Тессеракта открыть портал для армии Читаури и начать завоевание Земли.
Мстители отправляются в Нью-Йорк, но не успевают помешать открытию портала, и Читаури начинают вторжение на Землю. Капитан Америка, взявший на себя обязанности полевого командира отряда, приказывает эвакуировать людей и вместе с остальными героями продолжает сражение. Позднее появляется Бэннер и, превратившись в Халка, помогает уничтожить корабли инопланетян, затем добирается до Локи и легко побеждает его. На крыше Старк Тауэр Чёрной вдове и освободившемуся от внушения Локи профессору Селвигу удаётся взять портал под контроль при помощи скипетра Локи. Между тем Комитет управления — начальство Фьюри — собирается уничтожить Манхэттен ядерной ракетой, чтобы остановить вторжение, однако Фьюри не согласен с этим. Тем не менее комитету всё же удаётся отдать приказ об уничтожении двум истребителям. Фьюри сбивает один из них, но второй успевает вылететь и выпустить ракету. Незадолго до запуска Фьюри сообщает об угрозе Железному человеку, который решает перенаправить снаряд прямо в портал к Читаури. Ему это удаётся, и ракета уничтожает главный корабль врагов, после чего отключаются и все прорвавшиеся на Землю захватчики. Но и у оказавшегося по ту сторону портала Старка тоже выходит из строя костюм. Он теряет сознание и падает на Землю через портал, в то время как Чёрная вдова его закрывает. Падающего Старка готовится поймать Тор, но Халку удаётся сделать это раньше. Герои спасают мир и получают всеобщее признание. Тор забирает Локи и Тессеракт в Асгард, а Фьюри разрешает Мстителям разойтись, считая, что, когда человечеству будет угрожать новый враг, герои снова придут на помощь.
В первой из двух сцен после титров повелитель Читаури в своём мире извиняется за провал вторжения перед своим таинственным хозяином. Во второй сцене вся команда молча ест шаурму в том кафе, о котором ранее говорил Старк.

## Актёрский состав

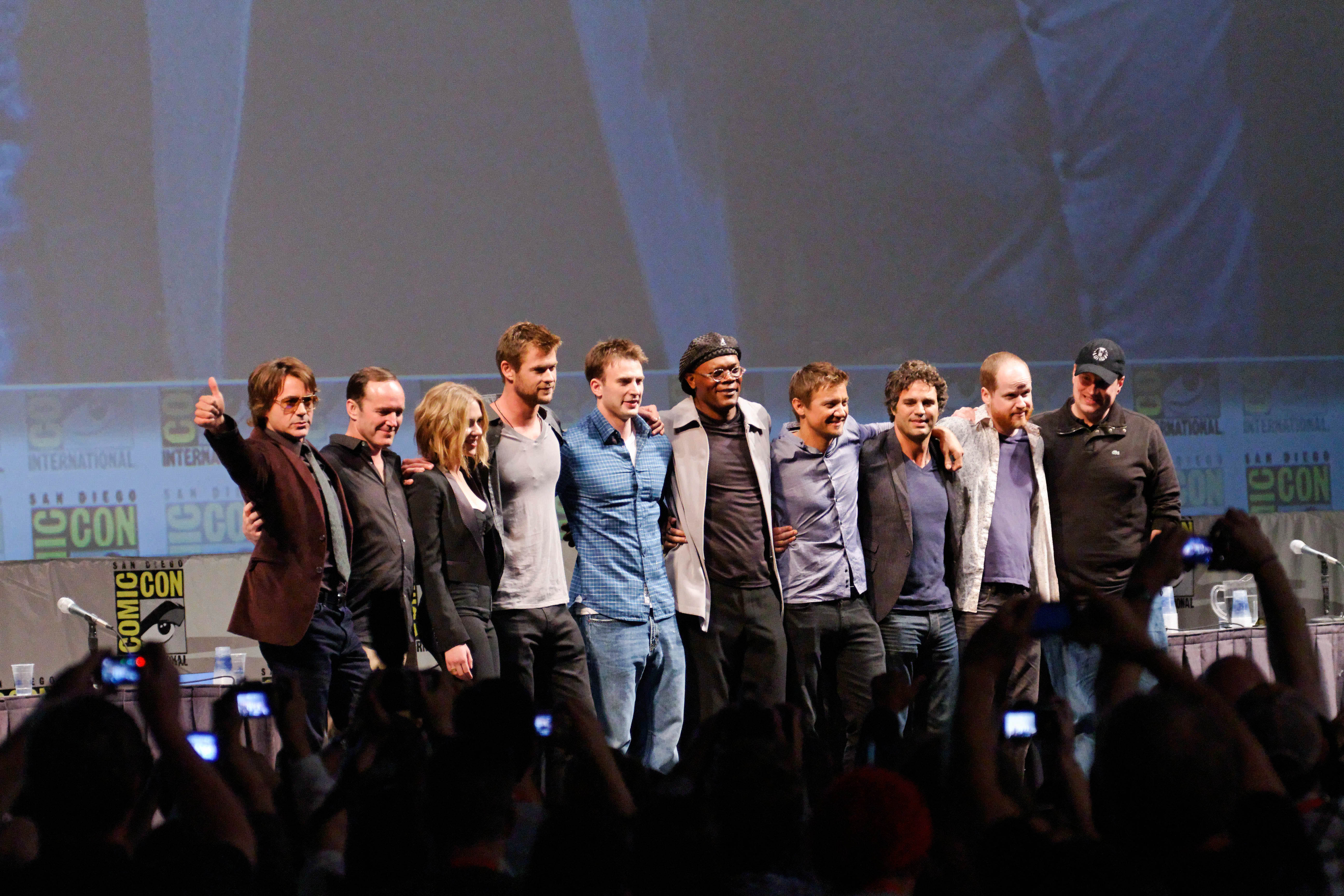
Актёрский состав и создатели фильма на San Diego Comic-Con International в 2010 году

- Роберт Дауни-младший — Тони Старк / Железный человек:
В конце октября 2008 года Marvel выпустила пресс-релиз, в котором объявила о контракте с Робертом Дауни-младшим на участие последнего в четырёх фильмах студии, среди которых, помимо уже вышедшего к тому моменту фильма «Железный человек», значились ещё и «Железный человек 2», и «Мстители»[3]. Пресс-релиз спровоцировал появление мнения о том, что сюжеты «Железного человека 2» и «Мстителей» будут напрямую связаны. Сам Дауни-младший на тот момент ни с одним из сценариев сиквелов ознакомлен не был, но подобный ход допускал, считая, что второй фильм о Железном человеке должен вывести историю на новую ступень, при этом придерживаясь относительно реалистичного подхода, заданного в первом фильме[4]. При первой же встрече Дауни-младшего с Уидоном (ещё на этапе доработки сценария) актёр пожелал, чтобы фильм начинался со сцены с его персонажем. Уидон сначала согласился, но затем предпочёл не акцентировать внимание на каком-либо отдельном персонаже, поставив в центре фильма саму команду супергероев[5]. По оценке The Hollywood Reporter гонорар Дауни составил 50 млн долларов — больше, чем у кого-либо из коллег по фильму[6]. Что касается эволюции персонажа относительно предыдущих фильмов, то Дауни заявил, что в «Железном человеке», повествующем о становлении персонажа, у него было нечто вроде озарения и возрождения, в «Железном человеке 2» речь шла об одиночестве, о решении старых проблем и уживчивости с окружающими, а в «Мстителях» он, как и все, от многого отказывается[7].
- Крис Эванс — Стив Роджерс / Капитан Америка:
В марте 2010 года стало известно, что после многочисленных проб на роль Капитана Америки был утверждён Крис Эванс. Контракт на съёмки предусматривал не менее трёх фильмов (а также различных камео), в том числе фильмы «Первый мститель», находившийся на тот момент на этапе пре-продакшна, и «Мстители»[8]. По словам Эванса, в этом фильме Стив Роджерс гораздо мрачнее, что объясняется попытками героя «вписаться в современный мир», а также шоком, вызванным осознанием, что это уже «абсолютно другое время» и все, кого он знал, уже мертвы[9]. Относительно взаимоотношений между Капитаном Америкой и Тони Старком Эванс отметил, что «он думает, что здесь определённо имеет место противопоставление персонажей», поскольку они «противоположны друг другу»[10].
- Марк Руффало — Брюс Бэннер / Халк:
Руффало был выбран на эту роль после того, как предыдущий исполнитель роли, Эдвард Нортон, из-за разногласий со студией отказался сниматься в фильме[11]. Когда речь зашла о замене Нортона, Руффало сказал: «Мы с Эдом друзья, и всё в самом деле сложилось не лучшим образом. Я предпочитаю считать, что Эдвард завещал эту роль мне. Я смотрю на это, как на „Гамлет“ моего поколения». Характер своего персонажа он видит так: «Он — парень, который борется с двумя своими половинами — светлой и тёмной — и всё, что он делает в своей жизни, рассматривается через призму проблем с контролем. Я вырос на сериале с Биллом Биксби, в котором Халк был показан очень гуманно и со всеми нюансами. Мне нравится, что моя роль имеет эти качества». Что касается места Халка в команде, Руффало сказал: «Он как член команды, вызывающий у всех остальных сомнения. Он неуправляем, это всё равно, что бросить гранату в середине группы и надеяться, что всё будет хорошо!»[12]. Также в интервью журналу New York Руффало рассказал, что в отличие от прошлых фильмов, где Халк был сделан посредством компьютерной графики, он играет его по технологии захвата движения: «Я очень рад. Никто когда-либо не играл точно Халка, все делали из него CGI. Так что я на самом деле буду играть Халка. Это будет весело».

- В оригинальной версии фильма Халка озвучил Лу Ферриньо.

- Крис Хемсворт — Тор:
Асгардский бог грома, созданный на основе одноимённого персонажа скандинавской мифологии. Хемсворт, уже исполнявший роль Тора, также подписал контракт на несколько фильмов[15]. Ранее актёр работал с Джоссом Уидоном в фильме «Хижина в лесу»[16]. Ещё для съёмок фильма «Тор» Хемсворту пришлось набирать мышечную массу, чтобы соответствовать своему персонажу; актёр признался, что ему пришлось приложить определённые усилия, чтобы сохранить форму, для чего он, кроме прочего, ежедневно съедал несколько куриных грудок, рыбу, стейк и яйца[17]. По словам Хемсворта, в фильме Тор движим личными мотивами, так как за всем стоит его младший брат, Локи, в то время как для всех остальных Локи — просто плохой парень, которого надо убрать[18].
- Скарлетт Йоханссон — Наташа Романофф / Чёрная вдова:
Опытный агент Щ.И.Т., русская по происхождению, Наташа Романофф — бывшая преступница, а теперь — одна из самых искусных шпионов и убийц в команде Фьюри[19]. О своём персонаже и о её отношениях с Клинтом Бартоном Скарлетт Йоханссон рассказала следующее: «У наших персонажей есть давняя история. В течение длительного времени они сражались вместе во многих битвах, и они — высококвалифицированные воины. У нас нет суперспособностей. Всё-таки Чёрная вдова, безусловно, является частью команды. Хотя среди актёрского состава она не просто ради романтического контраста или чтобы радовать глаз. Там она сражается, и потому у меня никогда не было ощущения, что я была единственной девушкой. Мы все обладаем определёнными умениями, и потому она чувствует себя на равных»[7]. По словам актрисы, за исключением фильма «Железный человек 2» у неё не было опыта участия в чём-либо настолько масштабном, требующем многомесячной физической подготовки и тренировок, в которых принимали участие все актёры фильма[20].
- Джереми Реннер — Клинт Бартон / Соколиный глаз:
Агент Щ.И.Т., высококвалифицированный лучник[21][22]. Помимо стандартной программы тренировок, во время подготовки к фильму Реннеру пришлось учиться обращаться с луком[23]. Актёра тренировали участники Олимпийских игр[24]. О своей роли Реннер сказал: «Когда я посмотрел „Железного человека“, я подумал, что это по-настоящему отпадный подход к супергероям. Потом они мне рассказали о своём персонаже Соколином глазе, и мне понравилось, потому что он на самом деле не был супергероем — он просто парень-профессионал. Я мог бы подключиться к этому». Что касается снайперского мышления Соколиного глаза, Реннер отметил: «Это игра для одного. Он изгой. Он связан только с персонажем Скарлетт, Наташей. Это как левая и правая рука. Они сосуществуют, и оба нужны, особенно если дело доходит до физического задания»[7].
- Том Хиддлстон — Локи:
Сводный брат и враг Тора, основанный на одноимённом персонаже скандинавской мифологии[15]. Об отличиях своего персонажа в фильме «Тор» и «Мстителях» Хиддлстон говорит: «Думаю, Локи, которого мы видим в „Мстителях“, поднялся на новую ступень. Задайте себе вопрос: приятно ли исчезнуть в червоточине, созданной им самим в результате супер-атомного взрыва? Так что я думаю, к тому времени, когда Локи появляется в „Мстителях“, он кое-что пережил»[25]. О мотивах своего героя актёр добавляет: «В начале „Мстителей“ он прибывает на Землю, чтобы подчинить её, и его идея заключается в том, чтобы быть королём человеческой расы. И, как все помешанные диктаторы в человеческой истории, он считает это отличной идеей, так как если каждый занят поклонением ему, не будет войн, и путём тирании он создаст некий мир во всём мире. Но он заблуждается ещё и в том, что неограниченная власть добавит ему чувства собственного достоинства, потому я не выкинул из головы тот факт, что он по-прежнему движим той страшной ревностью и духовным отчаянием»[26].
- Кларк Грегг — Фил Колсон:
Агент Щ.И.Т., работавший во многих отделах организации[27]. Грегг также подписал контракт на несколько фильмов в рамках медиафраншизы «Кинематографическая вселенная Marvel» (КВМ) и уже трижды появлялся в роли своего героя[28]. В «Мстителях» его роль оказалась наиболее значительной — он ответственен за сбор всей команды вместе, что Грегг назвал замечательной кульминацией всего, чем он занимался в течение пяти лет. Уидон расширил биографию персонажа, например, добавив эпизод с признанием Колсона в коллекционировании карточек с изображением Капитана Америки[29].
- Коби Смолдерс — Мария Хилл:
Агент Щ.И.Т., работающая в тесном сотрудничестве с Ником Фьюри[30]. Коби Смолдерс, которую Уидон рассматривал как одну из претенденток на главную роль в планировавшемся полнометражном фильме о Чудо-женщине, обошла во время проб нескольких актрис, среди которых была Морена Баккарин[31][32]. Согласно условиям контракта, персонаж Смолдерс появится в девяти фильмах (включая камео). О своей подготовке к роли актриса сказала: «Я наняла замечательного инструктора спецподразделений, чтобы он взял меня на стрельбище, научил меня, как держать пистолет, драться, держаться, ходить и по большей части как смотреть. В фильме я не очень много дерусь, и поэтому мне не выделили тренера, но мне хотелось посмотреть, как бы я справилась»[33].
- Сэмюэл Л. Джексон — Ник Фьюри:
Директор организации Щ.И.Т., который в предыдущих фильмах руководил программой «Инициатива Мстителей», предназначенной для вербовки героев в команду. Джексон заключил контракт на появление в девяти фильмах Marvel в роли Ника Фьюри, и «Мстители» стали для него пятым[34]. По словам Джексона, его роль в «Мстителях» больше, чем в любом из предыдущих фильмов: «Вам не надо ждать окончания фильма, чтобы увидеть меня». О своём персонаже актёр говорит следующее: «Всегда приятно играть того, кто воспринимается положительно, а не отрицательно. Я постарался сделать его честным по отношению к сюжету и по отношению к тому, что могло бы быть в реальной жизни». Джексон сравнил Фьюри с Орделлом из фильма «Джеки Браун», назвав его «хорошим парнем, с которым можно приятно провести время»[35].

Стеллан Скарсгард, Гвинет Пэлтроу и Максимилиано Эрнандес снова появились в ролях Эрика Селвига, Пеппер Поттс и Джаспера Ситуэлла, соответственно. Пол Беттани, как в предыдущих фильмах о Железном человеке, озвучил искусственный интеллект Д.Ж.А.Р.В.И.С.. Джош Коудери исполнил роль агента Тайлера — механика на хеликэрриере «Щ.И.Т.а» (в титрах — Maintenance Guy). Энвер Джокай появился в роли офицера Сондерса (в титрах — Young Cop). Алексис Денисоф сыграл повелителя Читаури и визиря Таноса (в титрах — The Other), а Демион Пуатье — самого Таноса (имя в титрах не указано). Пауэрс Бут и Дженни Эгаттер исполнили роли членов Мирового Совета Безопасности Гидеона Малика и Хоули соответственно. Создатель комиксов о Мстителях Стэн Ли появился в камео в выпуске новостей, Гарри Дин Стэнтон сыграл камео охранника, который нашёл упавшего с авианосца Беннера, а польский режиссёр Ежи Сколимовский сыграл российского офицера Георгия Лучкова, который допрашивал Чёрную вдову.

## Производство

### Разработка
Впервые о планах по разработке фильма о Мстителях сообщил генеральный директор Marvel Studios Ави Арад в апреле 2005 года, когда Marvel получили кредит от банка Merrill Lynch в размере 525 млн долларов. В перспективе это позволяло студии снять около десяти фильмов, дистрибуцией которых должна была заниматься компания Paramount Pictures. Marvel обсудили свои планы на краткой презентации для аналитиков с Уолл-стрит — перед тем, как объединять несколько персонажей в один кроссовер, студия планировала выпустить отдельные фильмы о главных героях, разработать образы и познакомить с ними зрителей. Для написания сценария к общему фильму в июне 2007 года студия наняла сценариста Зака Пенна, который написал сценарий к фильму 2008 года «Невероятный Халк». Пенн согласился, но сомневался, что задумка осуществится в ближайшее время. В 2007—2008 годах произошла забастовка Гильдии сценаристов США. В январе 2008 года Marvel Entertainment достигла соглашения с гильдией, которое обязывало сценаристов вернуться к работе над текущими проектами студии, предложившей им нескольких персонажей комиксов — Капитана Америку, Человека-муравья и самих Мстителей. После успешного выхода фильма «Железный человек» в 2008 году студия назначила июль 2011 года ориентировочной датой выхода «Мстителей». В сентябре 2008 года было подписано соглашение с Paramount, которое давало последним право на распространение пяти фильмов под эгидой Marvel Studios.
Пробы начались в октябре 2008 года, когда Роберт Дауни-младший и Дон Чидл подписали контракты на съёмки во второй части «Железного человека». Дауни повторил роль Тони Старка, а Чидл сыграл полковника Джеймса Роудса. Несмотря на предыдущие сообщение и многочисленные слухи, в интервью MTV News Чидл не подтвердил возможное появление своего героя в «Мстителях». В тот же период режиссёр двух фильмов о Железном человеке Джон Фавро стал исполнительным продюсером фильма, а Marvel Studios подписали долгосрочный контракт с калифорнийской студией Raleigh Studios на съёмки трёх высокобюджетных фильмов — «Железный человек 2», «Тор», «Первый мститель». Лу Ферриньо, который сыграл Халка в телесериале 1978 года и озвучил его в фильме «Невероятный Халк», также изъявил желание присоединиться к «Мстителям». В феврале 2009 года Сэмюэл Л. Джексон подписал с Marvel контракт на появление в девяти фильмах в роли Ника Фьюри, который стал связующим звеном пяти фильмов и до «Мстителей» успел появиться в «Железном человеке», «Железном человеке 2», «Торе» и «Первом мстителе». В сентябре 2009 года Эдвард Нортон сообщил, что согласен повторить в «Мстителях» роль Халка. В следующем месяце Джон Фавро отказался от поста режиссёра, но согласился участвовать в разработке фильма: «Это будет трудно, поскольку я принял значительное участие в создании мира Железного человека, который сильно завязан на технологию, а в „Мстителях“ из-за Тора собираются ввести некоторые сверхъестественные моменты. Их смешивание прекрасно получается в комиксах, но нам потребуется очень хорошо всё обдумать, чтобы не разрушить тот мир, что мы уже создали». В марте 2009 года Скарлетт Йоханссон заменила Эмили Блант в роли Наташи Романофф для фильма «Железный человек 2» и впоследствии присоединилась к команде «Мстителей», хотя ранее планировалось, что женщиной-супергероем станет Оса (одна из основателей Мстителей в оригинальных комиксах). В том же месяце стало известно, что релиз фильма отложен почти на год — до 4 мая 2012 года. После фильма «Тор» Крис Хемсворт и Том Хиддлстон присоединились к актёрскому составу «Мстителей» в роли Тора и Локи соответственно.
В июле 2009 года Зак Пенн рассказал о работе над сценарием фильма: «Моя работа заключается в том, чтобы лавировать между разными фильмами и в конце мы должны воспроизвести ту структуру, где все эти фильмы взаимосвязаны. Есть отдел, который отслеживает вещи в духе: „Вот где всё, что происходит в этом фильме, пересекается вот с этим фильмом“… Я заставляю их рисовать максимально возможное количество раскадровок, чтобы оживить будущий фильм, целью этого является создание единых визуальных идей, от которых мы все отталкиваемся. Но требования производства являются основным приоритетом». В следующем месяце Кевин Файги сообщил, что в «Мстителях» появится больше персонажей, в том числе Халк.
В январе 2010 года Файги на вопрос, будет ли трудно объединить фэнтези «Тора» и высокотехнологичную научную фантастику «Железного человека» и «Мстителей», ответил: «Нет, потому что мы создаём Тора авторства Джека Кёрби / Стэна Ли / Уолта Симонсона / Дж. Майкла Стражински. Мы не создаём Тора из старых-пыльных-норвежских-книг-вашей-библиотеки. Тор во вселенной Marvel тоже из расы, которая зовётся асгардцы, и мы связаны Древом жизни, о котором не знаем. Это настоящая наука, но нам это неизвестно. Фильм „Тор“ — об обучении этому людей». В марте 2010 года Зак Пенн завершил первый черновик сценария, копии которого получили главный редактор Marvel Comics Джо Кесада и текущий сценарист комиксов о Мстителях Брайан Майкл Бендис. В том же месяце Крис Эванс принял предложение сыграть Капитана Америку в трёх фильмах, включая «Мстителей», а в апреле журнал Variety сообщил, что Джосс Уидон находится на финальной стадии переговоров, чтобы занять режиссёрское кресло и переписать черновик Пенна.

### Подготовка к съёмкам

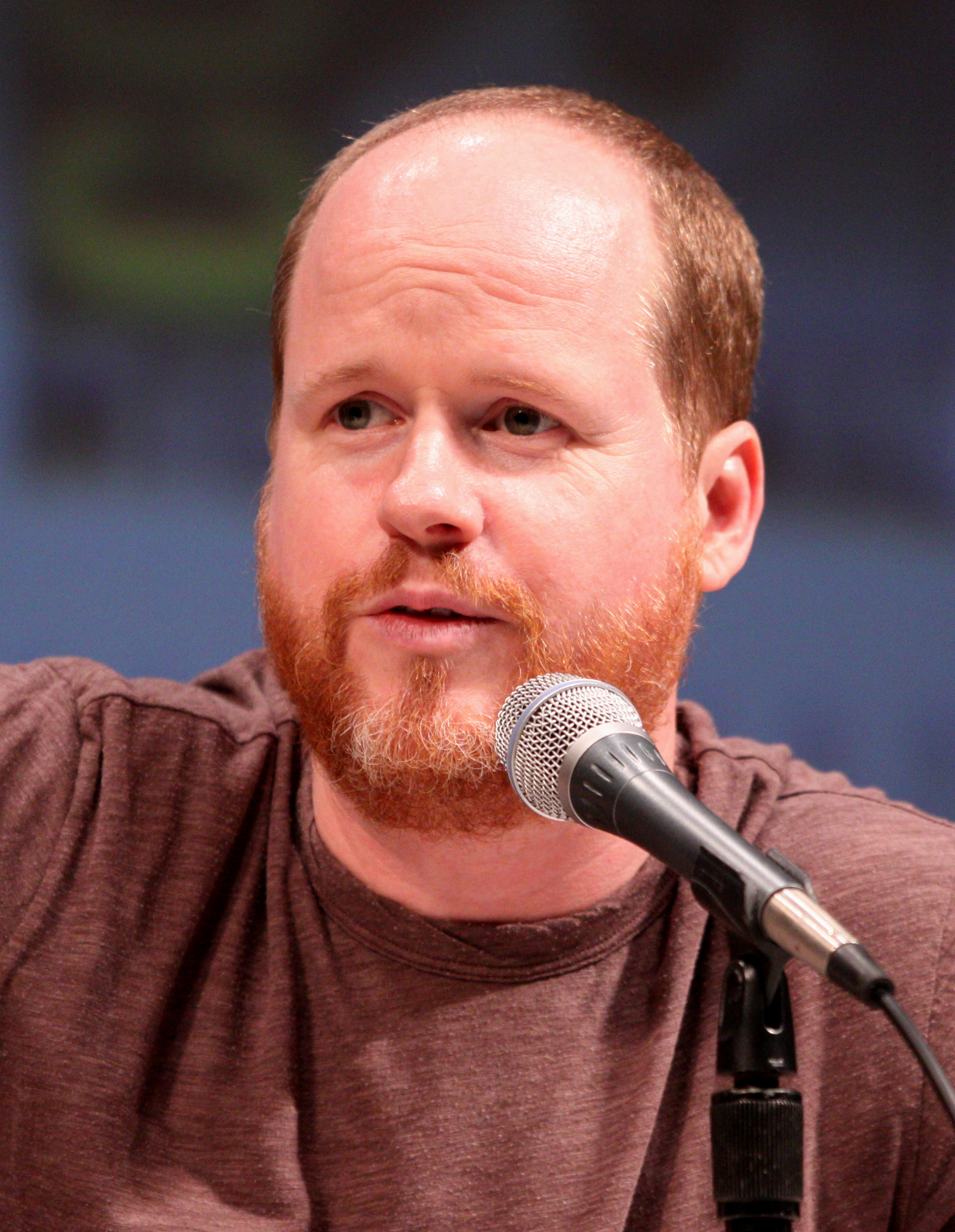
Режиссёр фильма Джосс Уидон на San Diego Comic-Con International в 2010 году

В июле 2010 года Джосс Уидон, фанат комиксов Marvel, был назначен режиссёром «Мстителей», что прокомментировали Ави Арад и создатель комиксов Стэн Ли. «Лично я считаю», — сказал Арад, — «что Джосс проделает фантастическую работу. Ему нравятся эти персонажи, и он потрясающий писатель. Это часть его жизни, и он будет защищать её. Я надеюсь, что такой человек, как он, сделает сценарий ещё лучше». В июле 2010 года на San Diego Comic-Con International Уидон рассказал, что в фильме его привлёк факт того, что «эти люди не должны находиться в одной комнате, не говоря уже об одной команде, а это и есть определение семьи».
Пробы продолжались бо́льшую часть 2010 года. К актёрскому составу присоединились Джереми Реннер, Марк Руффало и Кларк Грегг. Руффало заменил Эдварда Нортона, который отказался от роли из-за творческих разногласий со студией: «Мы приняли решение не брать Эда Нортона снова на роль Брюса Баннера в „Мстителях“», — заявил Кевин Файги. «Наше решение, безусловно, основано не на финансовом вопросе, а на необходимости в актёре, который воплощает в себе творческий потенциал и дух сотрудничества других талантливых членов нашего актёрского состава. Мстителям нужны игроки, которые успешно работают как единое целое, чему служат доказательством Роберт, Крис Хемсворт, Крис Эванс, Сэмюэл, Скарлетт и остальные актёры. В ближайшие недели мы собираемся объявить имя актёра, который соответствует всем этим требованиям и с энтузиазмом относится к широко известной роли». В ответ на это агент Нортона Брайан Суордстром назвал слова Файги «намеренным введением в заблуждение» и «попыткой выставить нашего клиента в чёрном свете».
В октябре 2010 года в качестве съёмочных мест фильма были названы студии Grumman Studios в Бетпейдже, Нью-Йорк, и Steiner Studios в Бруклине. Как позже рассказал Уидон, «изначально съёмки должны были проходить в Лос-Анджелесе, после чего в течение недолгого времени должны были быть в Нью-Йорке, а потом мы как-то оказались в Альбукерке». В том же месяце Walt Disney согласились выплатить Paramount компенсацию в размере 115 млн долларов за права на общемировую дистрибуцию фильмов «Мстители» и «Железный человек 3» и размещение логотипа компании на рекламных материалах. В результате, хотя в титрах театральной версии фильма написано: «Marvel Studios в содружестве с Paramount Pictures» (англ. Marvel Studios in association with Paramount Pictures), распространением фильма занималась компания Disney. Тем не менее, кабельная сеть Epix, принадлежащая Paramount, сохранила права на телевизионный показ. В ноябре 2010 года было начато строительство декораций для съёмок.
В декабре 2010 года губернатор Нью-Мексико Билл Ричардсон и один из президентов Marvel Studios Луис д’Эспозито объявили, что «Мстители» будут сниматься главным образом в Альбукерке и съёмки намечены на апрель — май 2011 года. Часть фильма планировалось снять в штате Мичиган, но от съёмок в Детройте пришлось отказаться, когда губернатор Мичигана Рик Снайдер одобрил бюджетный законопроект, согласно которому налоговые льготы фильма были ликвидированы. Через три месяца губернатор Огайо Джон Касич сообщил, что «Мстители» будут сниматься в Кливленде. Дизайнер и иллюстратор Фил Сондерс, автор брони Mark VII Железного человека, рассказал, что «Джосс Уидон искал что-то, что будет так же стильно, как костюм-кейс [из „Железного человека 2“], оставаясь при этом полностью бронированным, прочным костюмом, в котором можно противостоять целой армии в финальной битве». Создавая костюм, Сондерс заимствовал идеи из «Железного человека 2», а также несколько проектов для «Железного человека», которые были заброшены. В итоге получился модульный костюм с большими отделениями для патронов на руках. Научные консультации, как и во время съёмок фильма «Тор», проводились агентством The Science & Entertainment Exchange.
Пробы завершились в следующем году. В феврале 2011 года Коби Смолдерс получила роль Марии Хилл, которую Сэмюэл Л. Джексон назвал напарником Ника Фьюри. До начала съёмок актёрский состав пополнился Стелланом Скарсгардом, Гвинет Пэлтроу и Полом Беттани.

### Съёмки
Непосредственные съёмки начались 25 апреля 2011 года в Альбукерке, Нью-Мексико. В июле около часа съёмок проходило в районе Батлер близ Питтсбурга, штат Пенсильвания. Сцена погони снималась в Уортингтоне, Пенсильвания, на крупнейшей в мире грибной ферме Creekside Mushroom Farms, где расположены 150 миль заброшенных известняковых туннелей.
В августе 2011 года съёмки переехали в Кливленд, где велись в течение четырёх недель. Кливлендская 9-я Ист-стрит сыграла роль 42-й улицы в Нью-Йорке, где по сюжету проходила финальная битва. Солдаты резерва сухопутных войск США, приписанного к 391-му командованию военной полиции в Колумбусе (штат Огайо), приняли участие в съёмках сцен битвы. По словам старшего сержанта Майкла Т. Лэндиса, использование настоящих солдат сделало сцены более реалистичными и помогло представить армию в более благоприятном свете, так как солдаты уже обладали всеми необходимыми навыками, в отличие от актёров, которых пришлось бы обучать. В одной из сцен режиссёр согласился с советом военных и позволил им участвовать в батальной сцене всем вместе, а не только пулемётчикам на грузовиках, как планировалось вначале. Помимо улиц Кливленда, часть сцен снималась в большой вакуумной камере в исследовательском центре Гленн близ Сандаски, Огайо, принадлежащем НАСА. Space Power Facility — самая большая камера, моделирующая условия реального космоса, — сыграла роль научно-исследовательского центра Щ.И.Т. Некоторые эпизоды со взрывами из сцены финальной битвы были отсняты на заводе Chevrolet в Парме (Огайо). Несколько сцен снималось на городской площади Паблик-сквер и мосту Детройт-Супериор. Юго-западная часть Паблик-сквер выступила в роли немецкого города Штутгарта для съёмок в театре с Локи и актёрами массовки.

Фотоматериалы со съёмок заключительной битвы в Кливленде и Нью-Йорке
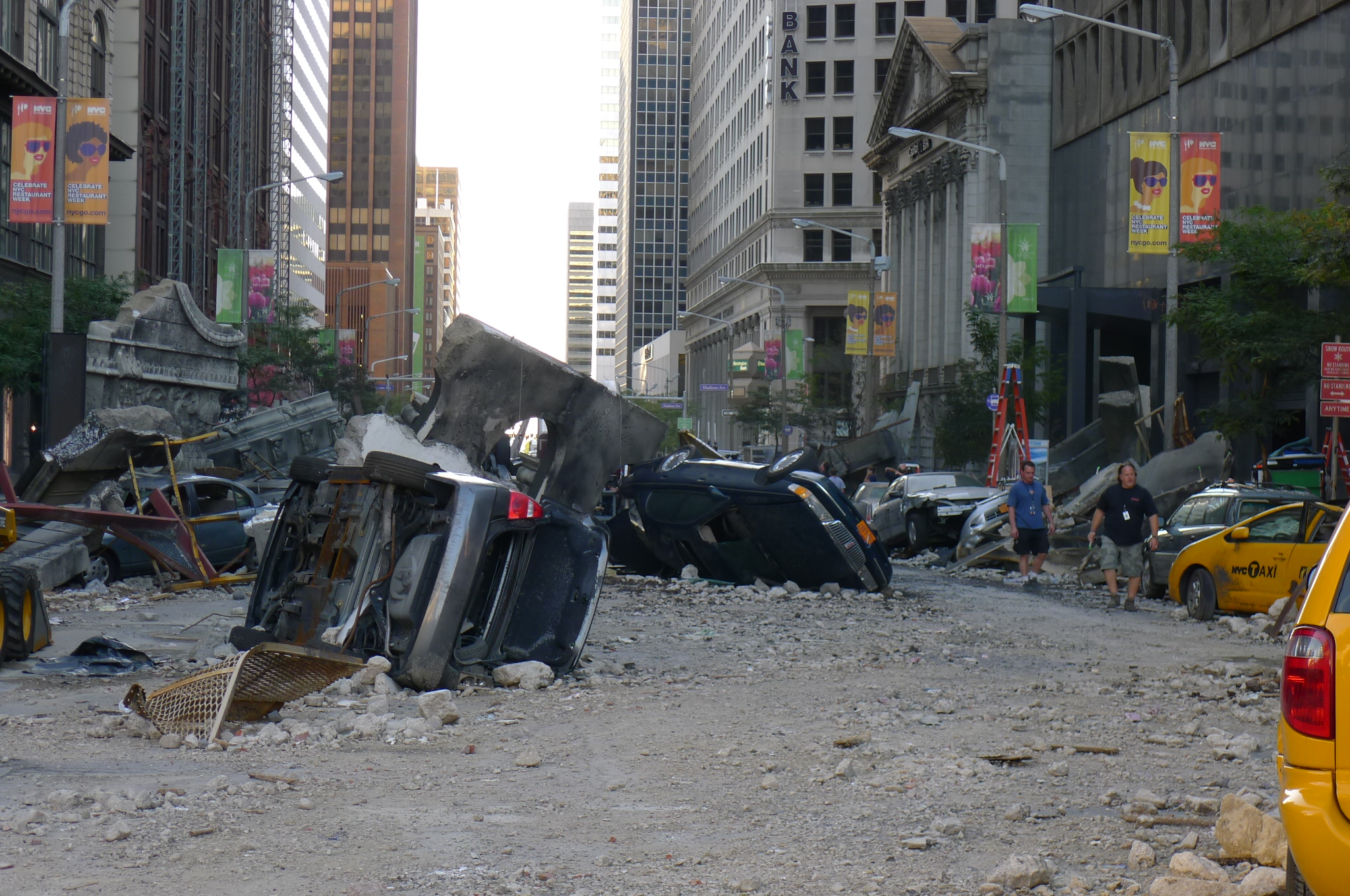
9-я Ист-стрит, Кливленд
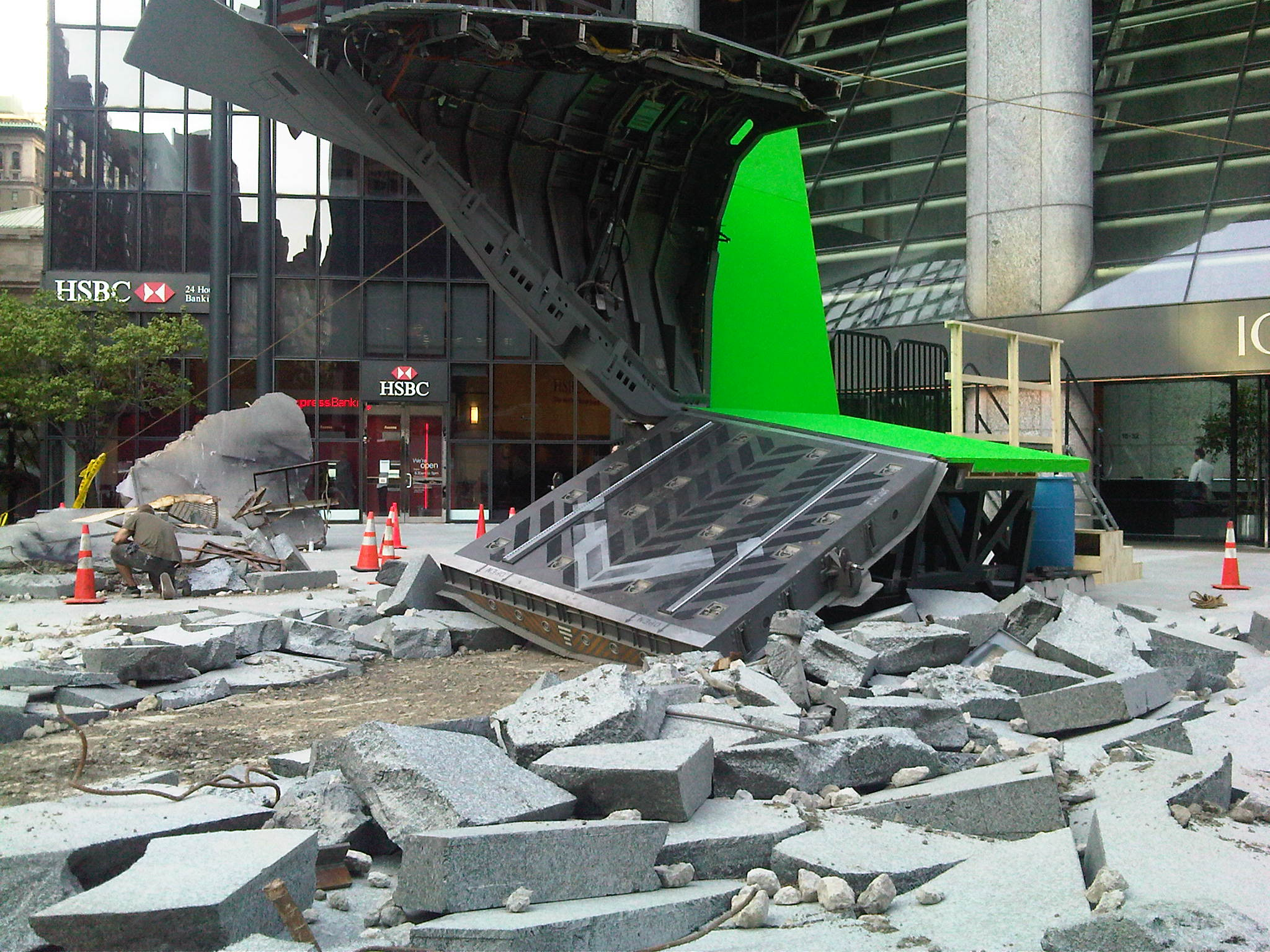
Парк-авеню, 101, Нью-Йорк
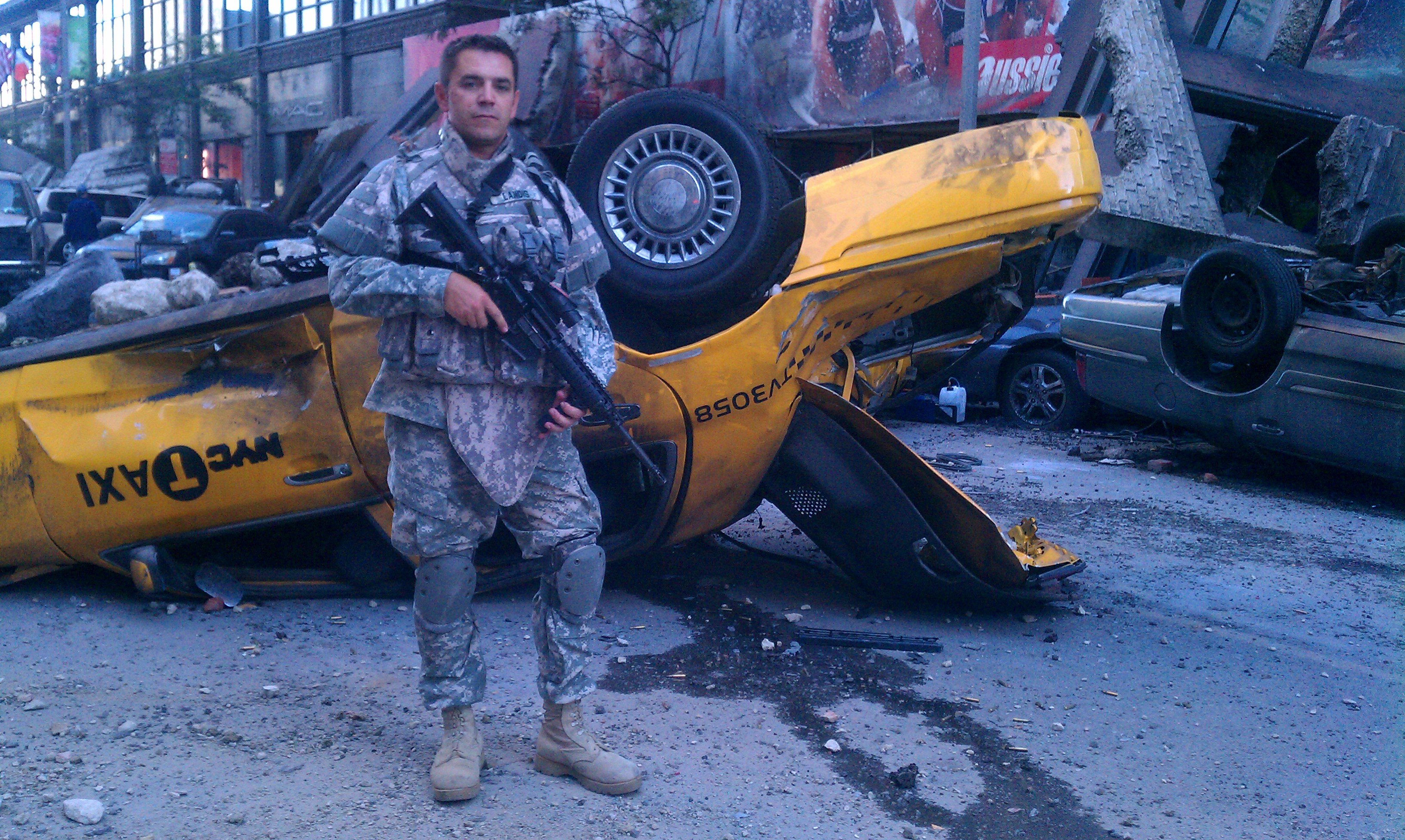
Старший сержант Майкл Т. Лэндис на съёмках в Кливленде
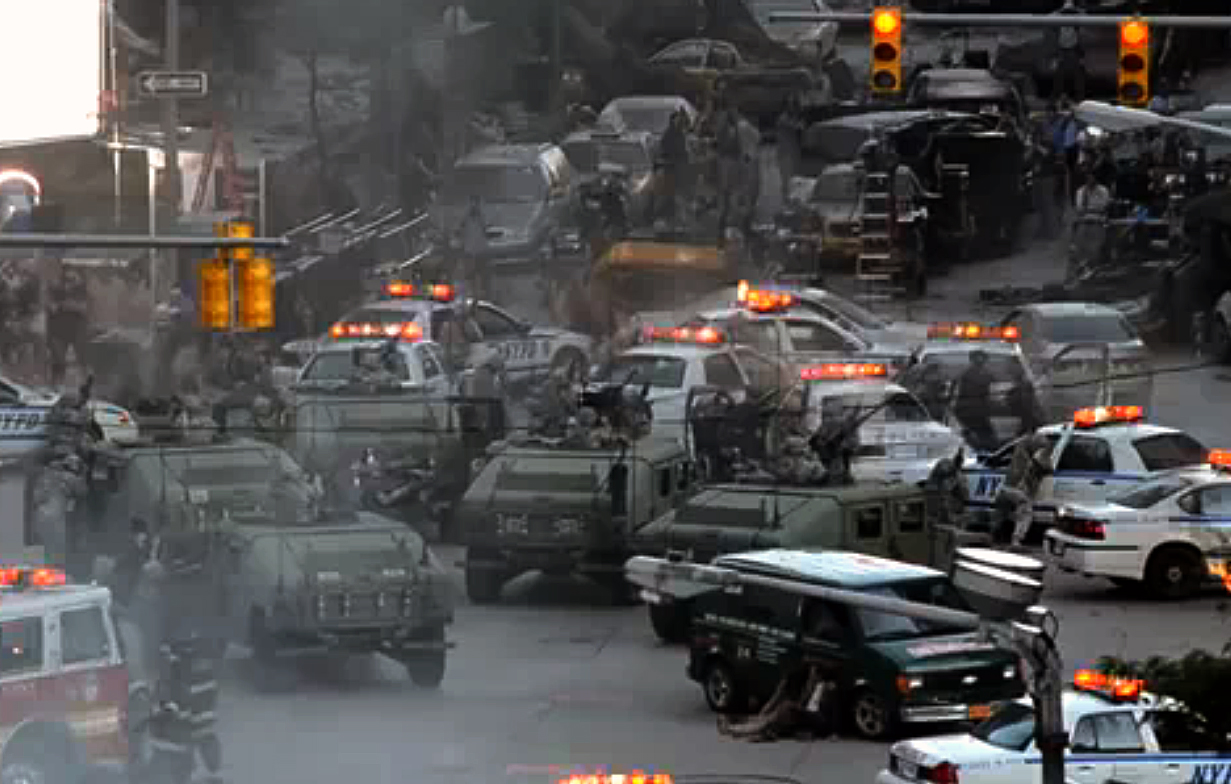
Машины армии США на съёмках в Кливленде
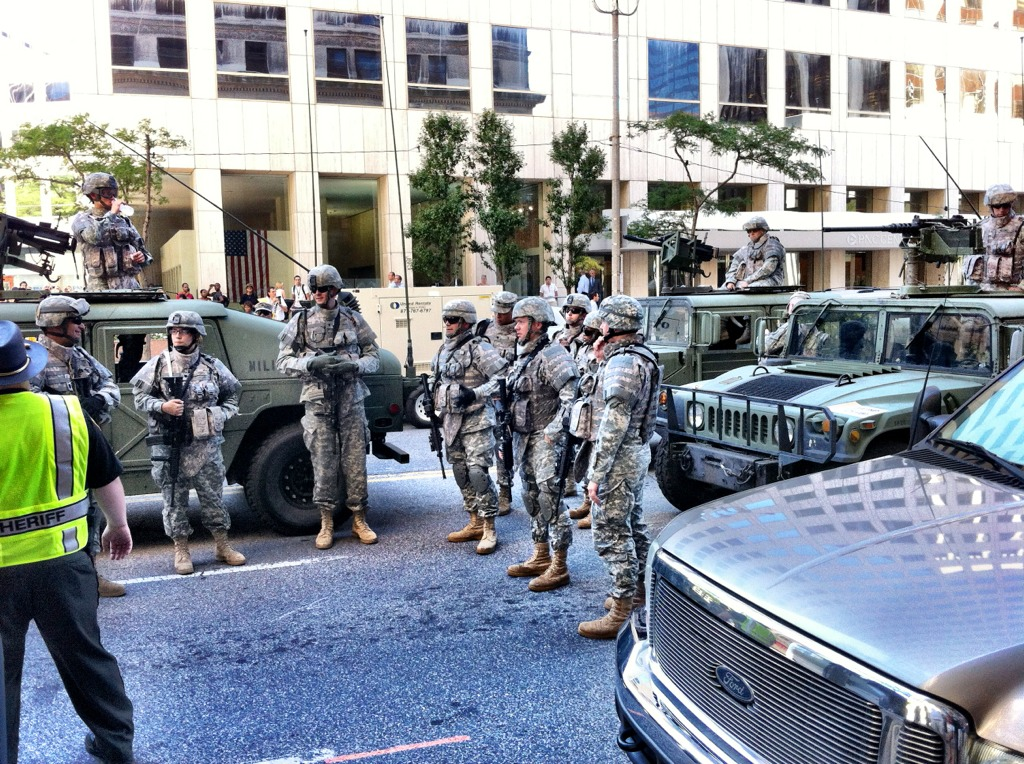
Солдаты армии США во время съёмок на 9-й Ист-стрит
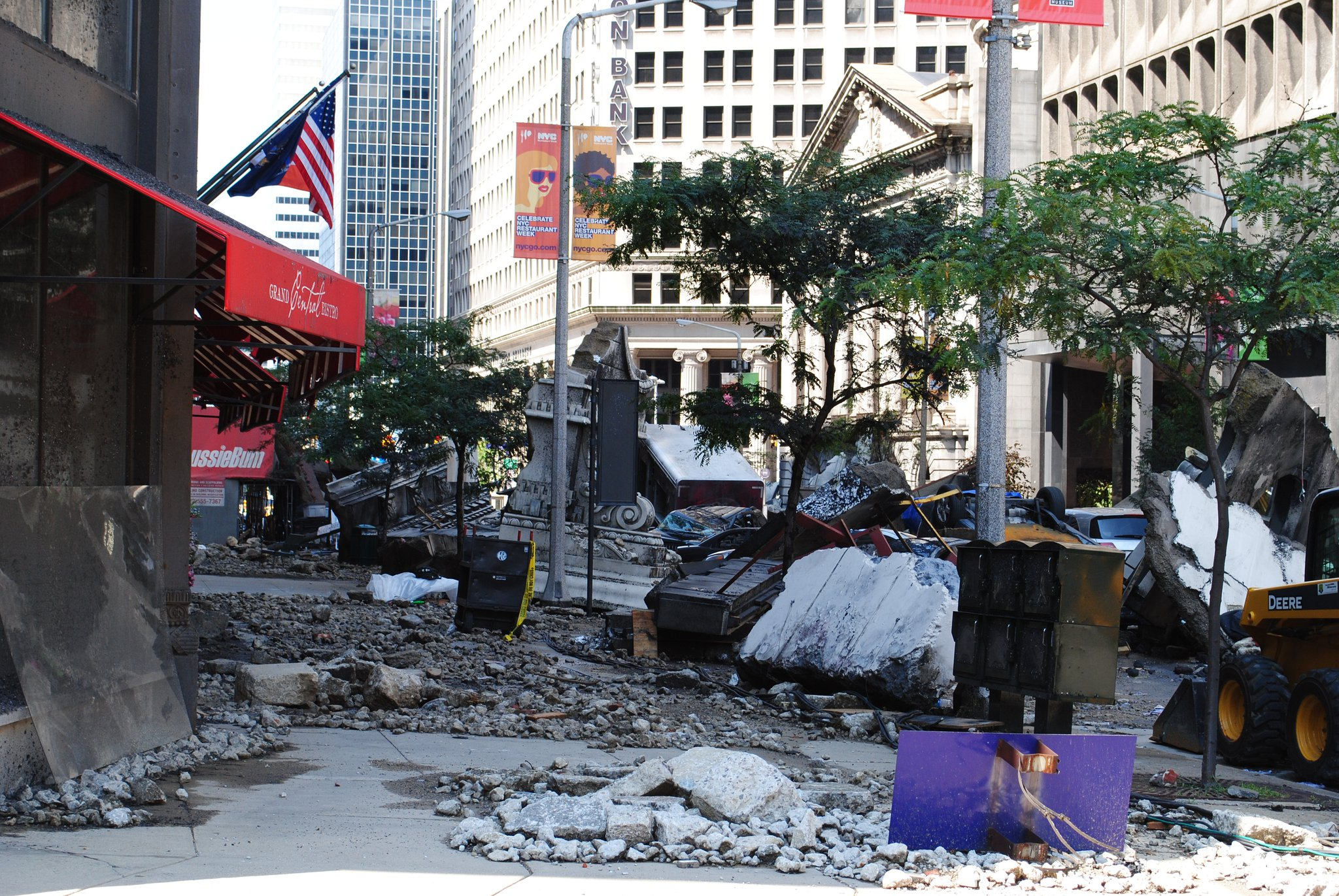
9-я Ист-стрит, Кливленд

Последние два дня съёмок проходили в Нью-Йорке — на Парк-авеню и в Центральном парке. В течение трёх дней координатор по визуальным эффектам Джейк Моррисон проводил съёмку Нью-Йорка с воздуха, необходимую для последующей обработки отснятых в Кливленде сцен, которые по сюжету должны разворачиваться в Нью-Йорке. Полученные кадры он использовал в качестве рир-экрана, необходимого для большей реалистичности результата, который создавался на компьютере. Моррисон добавил, что «ничто не может заменить реальное изображение с добавлениями того, что вам нужно».
Оператор Шеймас Макгарви рассказал, что необычное соотношение сторон экрана — 1.85:1 — необходимо для корректного изображения разного роста главных героев: «Съёмка с 1.85:1 необычна для такого приключенческого фильма, как этот, но нам нужна была высота экрана, чтобы суметь расположить таких персонажей, как Халк, Капитан Америка и Чёрная вдова, которая намного ниже. Нужно было разместить их по всей длине кадра. Кроме того, Джосс знал, что заключительными сценами будет эта феерия на Манхэттене, так что высота и вертикальный масштаб строений будут очень важны». «Мстители» стали первым фильмом, который Макгарви снял на камеру Arri Alexa. Некоторые кадры были отсняты цифровой зеркальной камерой Canon EOS 5D Mark II, а ускоренная киносъёмка была сделана камерой Arriflex 435 на 35-мм плёнку. О визуальных средствах Макгарви сказал: «Джосс и я были заинтересованы в получении очень висцерального и натуралистичного качества изображения. Мы хотели захватывающего погружения, а не схожести с комиксом, которая могла отпугнуть зрителя от фильма. Мы перепробовали много камер — и стэдикам, и краны, и тележки для создания кинетических изображений; мы выбрали захватывающие углы обзора, как под малым углом для геройских кадров».

### Завершающие этапы
В декабре 2011 года Disney сообщили, что фильм будет преобразован в формат 3D, о чём отозвался Джосс Уидон: «Да, это забавно! Я не поклонник крайне длиннофокусных объективов, многословных фильмов, я хотел бы видеть пространство, в котором я нахожусь, и касаться его, так что 3D в любом случае соответствует моим эстетическим предпочтениям. И сама технология продвинулась вперёд за последние пару лет». По мнению режиссёра, существуют фильмы, в которых 3D неуместен, но в «Мстителях» 3D выглядит приятно, «там нет такого „о, смотри, мы будем 20 минут пробираться по этому тоннелю, потому что это 3D!“ И никто постоянно не указывает на экран. Но это приключенческий фильм. Всё равно что-то всегда летит в лицо зрителю». В январе 2012 года стало известно, что «Мстители» будут подвергнуты цифровой обработке для IMAX 3D, и в день премьеры 4 мая, помимо обычных кинотеатров, фильм вышел и в IMAX-кинотеатрах. «Мстители» стали третьим фильмом Marvel, выпущенным в этом формате (после «Железного человека 2» и «Тора»).
В мае 2012 года Уидон рассказал, что принял решение показать суперзлодея Таноса в сцене после титров, хотя в самом фильме персонаж остаётся инкогнито: «Для меня он самый мощный и увлекательный злодей Marvel. Он круче крутого и влюблён в Смерть, и я просто считаю, что это так мило. Для меня лучший комикс о Мстителях — это Avengers Annual #7 (1977), который Джим Старлин сделал после Marvel Two-in-One Annual #2, в котором умер Адам Уорлок. Это была одна из самых важных историй и, думаю, самых недооценённых в истории Marvel, и там всё закручено вокруг Таноса, так что если уж кто-то должен был быть главным и стоять за делишками Локи, то я сказал: „Это должен быть Танос!“. Мне ответили „Хорошо!“, и я сказал „Ух ты!“». Дополнительная сцена, где Мстители едят шаурму, была отснята 12 апреля 2012 года, на следующий день после мировой премьеры фильма в Лос-Анджелесе. По сообщениям, продажи шаурмы в Лос-Анджелесе, Бостоне и Сент-Луисе выросли после выхода фильма в прокат.

Предварительный и окончательный рендеринг Железного человека, проведённый студией Industrial Light & Magic: одна из начальных сцен фильма, где Железный человек приземляется на крыше башни Старка и готовится снять костюм.

В «Мстителях» более 2200 кадров визуальных эффектов, над которыми работали четырнадцать различных студий, включая Industrial Light & Magic, Weta Digital, Scanline VFX, Hydraulx, Fuel VFX, Evil Eye Pictures, Luma Pictures, Cantina Creative, Trixter, Modus FX, Whiskytree, Digital Domain, The Third Floor и Method Design. Студия ILM ответственна за большую часть спецэффектов фильма, в том числе геликарриер, пейзаж Нью-Йорка и цифровых дублёров актёров. Помимо этого, студия, работавшая над созданием Халка для фильма 2003 года режиссёра Энга Ли, занималась «оживлением» Халка для «Мстителей». Руффало был одет в специальный костюм, частично моделирующий фигуру Халка. Сцены с ним и другими актёрами были отсняты четырьмя камерами для захвата движения — две для тела, две для лица. Джеффри Уайт, координатор по визуальным эффектам, рассказал: «Мы очень хотели использовать всё, что создали за последние 10 лет, и сделать Халка как можно более зрелищным. Одним из лучших дизайнерских решений было объединить с его внешним видом Марка Руффало. Халк во многом, вплоть до глаз, зубов и языка, основан на внешности Руффало, а не только на захвате движений и его игре на съёмочной площадке».
Над Железным человеком в сцене схватки с Тором в лесу работала студия Weta Digital. По словам Гая Уильямса, отвечающего в этой компании за видеоэффекты, им пришлось полностью переделать модели ILM под собственную технологию, которая оказалась несовместима с предоставленными им наработками. Самым сложным оказалось воспроизвести отражающие металлические поверхности брони Железного человека.
Художник-постановщик Джон Чинланд, трудившийся над внешним видом Старк Тауэр и геликарриера, рассказал о деталях придуманного им концепта: «Старк Тауэр выглядит так, словно Тони Старк приобрёл знаменитый MetLife Building (бывшее здание Pan Am), снял с него крышу и заменил на собственные архитектурные излишества. Пик высокомерия и сама суть Старка». Выбирая MetLife, Чинланд принимал во внимание удачный вид, открывающийся с крыши здания, — путепровод над 42-й улицей и тоннели за Центральным вокзалом, а также сам вокзал. Другой серьёзной задачей команды художников-постановщиков стал авианосец. Чинланд и вся команда были сосредоточены на создании «1500-футового монстра», чтобы тот был похож на правдоподобную военную технику. В ходе работы они изучили множество образцов военной техники, в частности, военных кораблей, стараясь взять из них детали, которые узнали бы знатоки военной техники, а незнакомые с ней удовлетворились бы результатом.
Облик читаури был придуман усилиями Джосса Уидона и Райана Мейнердинга из Marvel, а позже завершён командой Джона Чидланда. Внешний вид пришельцев сочетает в себе органику и металлическую броню. За четыре дня художники придумали 45 возможных вариантов и представили их на рассмотрение Уидону, который выбрал «три или четыре» изображения. «Изначально мы хотели, чтобы они выглядели самоуверенными и царственно высокомерными, учитывая происхождение персонажей», — говорит Мейнердинг. — «Их кожа должна была быть белоснежно-опаловой, а носили они золотую броню, будто бы прибыли уверенными, что смогут завоевать Землю. За период создания фильма идея изменилась, они стали больше похожи на закалённую в битве, жёсткую и готовую армию». Созданием левиафанов (существ, которых читаури использовали для атаки и в качестве транспортных средств) занималась студия ILM после того, как Уидон объяснил им, чего хочет.

## Музыка
В ноябре 2011 года Marvel объявили, что композитор Алан Сильвестри, который написал музыку к фильму «Первый мститель», будет работать над музыкальным сопровождением «Мстителей». Сам Сильвестри прокомментировал: «Фактически, для меня это уникальный опыт. Я работал над фильмами с участием ряда звёзд и, конечно, работал над фильмами, где сами персонажи были в равной степени важны с точки зрения статуса в фильме. Но здесь это доводится до крайности, потому что у каждого персонажа есть свой собственный мир, и это совсем другой случай. Очень сложно найти способ уделить каждому внимание, которое ему требуется. Но в то же время фильм на самом деле об объединении этих персонажей, что влечёт за собой существование единого целого под названием Мстители, в котором они должны быть все вместе». В студии «Эбби Роуд» в Лондоне Сильвестри написал партитуры для Лондонского симфонического оркестра. Уидон назвал результат «классическим», отметив, что саундтрек очень старомоден и работа Сильвестри отлично вписалась в фильм и похожа на саундтреки Ханса Циммера. Тема Капитана Америки перекочевала из «Первого мстителя», а для других персонажей были написаны новые. Одновременно с цифровым релизом 1 мая 2012 года альбом был выпущен на дисках компанией Intrada Records и включал один дополнительный трек «Interrogation» длительностью 4 минуты 56 секунд.
В марте 2012 года американская рок-группа Soundgarden на своей странице в Facebook объявила, что их первая за 15 лет новая песня под названием «Live to Rise» войдёт в саундтрек к фильму «Мстители». Индийская рок-группа Agnee выпустила сингл «Hello Andheron», который был включён в индийскую версию фильма. В том же месяце появился полный трек-лист альбома Avengers Assemble, который был выпущен на Hollywood Records 1 мая 2012 года. В альбом также должна была быть включена кавер-версия песни AC/DC «Shoot to Thrill», исполненная группой Theory of a Deadman.

## Маркетинг
На San Diego Comic-Con International в июле 2010 года прошла дискуссионная пресс-конференция с актёрами и создателями фильма. Там же был представлен короткий тизер-трейлер, закадровый текст которого прочёл Сэмюэл Л. Джексон. В июне 2011 года на Licensing International Expo в Лас-Вегасе был представлен первый официальный концепт-постер фильма; в том же месяце Marvel сообщили, что на San Diego Comic-Con International 2011 года в следующем месяце снова не будет панели, посвящённой фильму, так как съёмки ещё находились на стадии планирования, и временной промежуток было решено отдать «Первому мстителю». Однако были представлены первый тизер-постер фильма и концепт-арт, подготовленный художником Райаном Мейнердингом, включающий в себя изображения Капитана Америки, Чёрной вдовы, Железного человека, а также Соколиного глаза, костюм которого был до этого времени неизвестен. Минутный тизер-трейлер фильма должен был быть включён в фильм «Первый мститель»: сцена после титров начинается коротким разговором Стива Роджерса и Ника Фьюри и перетекает в трейлер. Практически сразу в Интернет попал низкокачественный ролик; журнал Entertainment Weekly писал, что видео, вероятно, было снято на мобильный телефон во время предпоказа.
В августе 2011 года на D23 Expo в Анахайме, Калифорния, Walt Disney Studios, Pixar Animation Studios и Marvel Studios организовали презентацию нескольких готовящихся фильмов Disney, среди которых были и «Мстители». Мероприятие посетили члены актёрского состава фильма и представили несколько кадров. Позднее в том же месяце Disney уволили исполнительного вице-президента, вице-президента и менеджера по международному маркетингу студии Marvel, которые, по сути, составляли весь маркетинговый отдел студии. Причиной увольнения стало намерение Disney взять эти функции на себя и заниматься продвижением «Мстителей» и будущих фильмов Marvel самостоятельно.

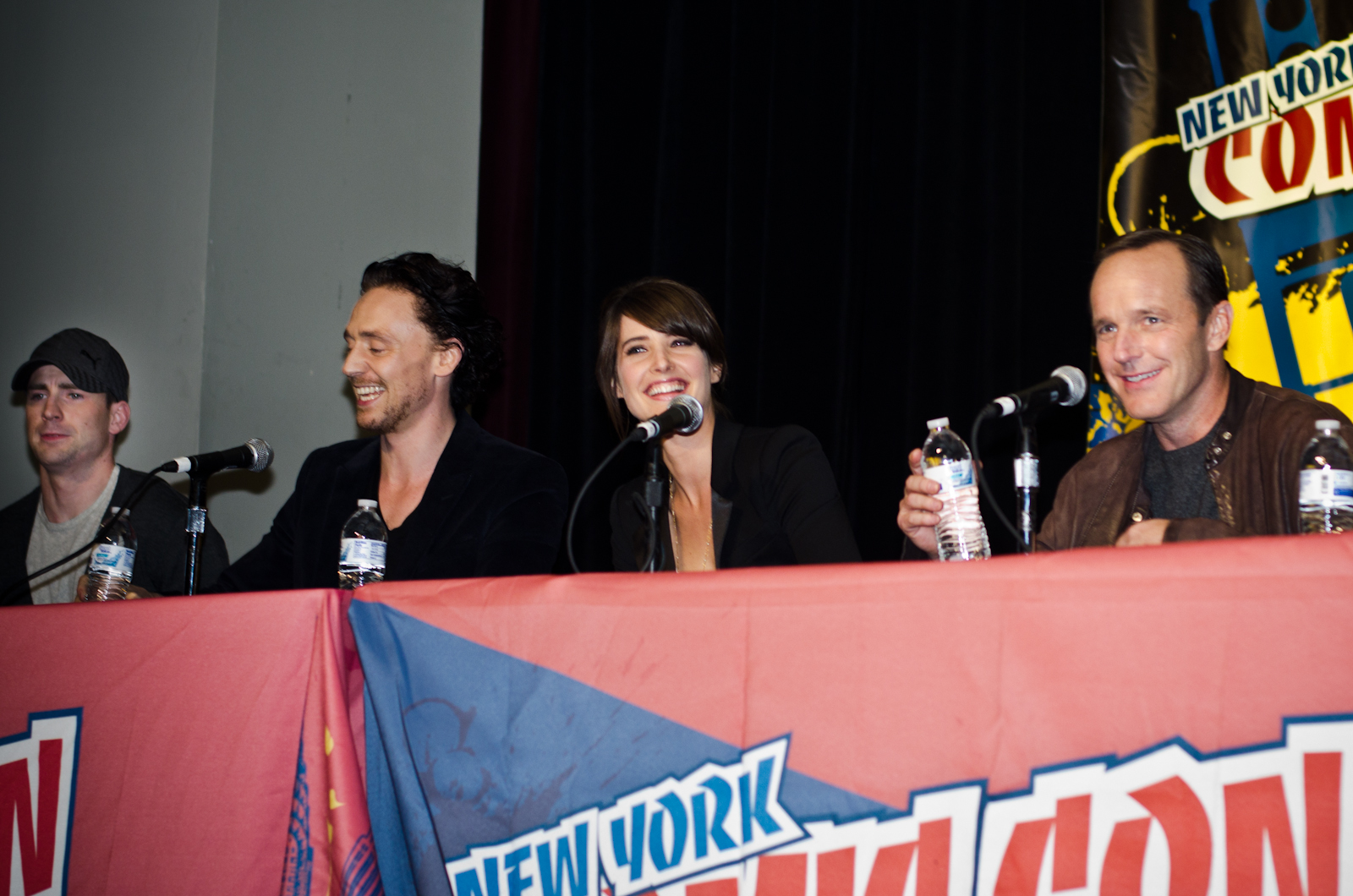
Крис Эванс, Том Хиддлстон, Коби Смолдерс и Кларк Грегг на New York Comic Con в октябре 2011 года

В октябре на New York Comic Con Кевином Файги и несколькими актёрами был представлен новый отрывок фильма и в том же месяце — первый театральный трейлер. В трейлере была продемонстрирована новая броня Железного человека и впервые показан новый облик Халка. Несмотря на это, сайт Comic Book Resources прохладно отозвался о трейлере, а The Hollywood Reporter, наоборот, похвалил его. Трейлер был доступен исключительно на iTunes Movie и за первые 24 часа скачан более 10 миллионов раз, став самым просматриваемым на сайте. Однако рекорд продержался недолго и спустя два месяца был побит трейлером фильма «Тёмный рыцарь: Возрождение легенды», который за сутки посмотрели 12,5 млн раз. В феврале 2012 года на iTunes вышел второй трейлер, который за первые сутки был загружен 13,7 млн раз, снова установив рекорд. Трейлеры «Мстителей» были показаны в кинотеатрах перед многими фильмами, в том числе «Миссия невыполнима: Протокол Фантом», «Джамп-стрит, 21» и «Голодные игры».
В январе 2012 года Marvel провели Twitter-чат: в течение 30 минут Джосс Уидон, Сэмюэл Л. Джексон и Кларк Грегг отвечали на сообщения пользователей. В феврале во время Супербоул XLVI был показан 30-секундный тизер, который, по данным Los Angeles Times, стоил Disney 4 млн долларов. 1 мая 2012 года руководители Marvel Studios вместе с Томом Хиддлстоном и Кларком Греггом в честь театрального релиза фильма позвонили в колокол на Нью-Йоркской фондовой бирже.

### Комиксы
В декабре 2011 года Marvel анонсировали выпуск серии комиксов из восьми выпусков, которая должна была стать прелюдией к «Мстителям». Комикс Marvel’s The Avengers Prelude: Fury’s Big Week, авторами которого стали писатели Кристофер Йост и Эрик Пирсон и художники Люк Росс и Даниэль Хорн де Роза, вышел в марте 2012 года. В феврале 2012 года стало известно о запуске состоящей из трёх номеров серии комиксов Black Widow Strikes, сценарий к которой написал Фред Ван Ленте, ранее работавший над комиксом Captain America: First Vengeance, вышедшим в качестве дополнения к фильму «Первый мститель». Действие Black Widow Strikes происходит между фильмами «Железный человек 2» и «Мстители» в Москве, Сочи и Владивостоке. В России все комиксы серии Black Widow Strikes были выпущены под названием «Чёрная Вдова: Холодный приём» издательством «Панини Рус». В марте 2012 года стартовала серия комиксов под названием Avengers Assemble писателя Брайана Майкла Бендиса и художника Марка Багли, рассказывающая о Мстителях того же состава, что и в фильме, и о новой инкарнации команды «Зодиак».

### Рекламные партнёры
Пол Гиттер, председатель отдела потребительской продукции компании Marvel Entertainment, отметил, что фильм «Мстители» поможет укрепить сотрудничество с розничными торговцами лицензированной продукции, которые ранее прохладно относились к фильмам, находящимся в интеллектуальной собственности у Marvel. По мнению Гиттера, система, которую компания ввела в обиход несколько лет назад, поможет их продукции дольше продержаться на полках магазинов и занять более устойчивую позицию на рынке.
В сентябре 2011 года в сети появилась фотосессия с Робертом Дауни-младшим за рулём новой модели автомобиля Acura. Позже представитель Acura подтвердил появление в фильме продукции компании: «Как вы знаете, в фильмах по вселенной Marvel Acura появилась в качестве официальных автомобилей их вымышленной правоохранительной организации под названием Щ.И.Т. Эти отношения продолжаются и в „Мстителях“. Спортивный автомобиль с открытым верхом, который был сфотографирован вчера, — это единственный в своём роде, вымышленный автомобиль, который был сделан специально для фильма и не будет выпускаться. Тем не менее, как вы можете знать, наш генеральный директор заявил, что мы рассматриваем создание нового спортивного автомобиля, однако пока больше ничего сказать не можем». Автомобиль появился в конце фильма — Тони Старк и Брюс Баннер уезжают на нём из Центрального парка. В декабре 2011 года компания сообщила, что новый концепт-кар Honda NSX будет основан на автомобиле, сконструированном для «Мстителей», и впервые представлен на Североамериканском международном автосалоне в 2012 году.
В феврале 2012 года Marvel поделились информацией о своём сотрудничестве с JADS — компанией, производящей парфюмерию, — с намерением выпустить серию ароматов для каждого персонажа. Новость была анонсирована непосредственно перед ежегодной выставкой Ассоциации производителей игрушек, на которой представители фирмы предлагали гостям попробовать её продукцию. LEGO выпустили целые наборы, посвящённые фильму, куда помимо фигурок героев и злодеев вошли сборная модель геликарриера и летающие средства передвижения, которыми пользовались персонажи в финальной битве. В число других рекламных партнёров вошли Colantotte, Dr Pepper, Farmers Insurance, Harley-Davidson, Hershey, мясная продукция Land O’Frost, Oracle, пицца Red Baron, Symantec, Visa и Wyndham Hotels & Resorts. В общей сложности Disney потратили около 100 млн долларов на рекламу «Мстителей» во всём мире. Среди тех, кто не участвовал в рекламной кампании, были Baskin-Robbins, Burger King и Dunkin' Donuts — эти сети в прошлом сотрудничали с Marvel, когда распространением их фильмов занималась Paramount, в отличие от которой Disney, как правило, не использует фаст-фуд для продвижения своей продукции.

## Прокат
В феврале 2012 года появилась информация, что в Великобритании и Ирландии фильм выйдет под другим названием, чтобы избежать путаницы с одноимёнными британскими фильмом и телесериалом. В итоге в этих странах фильм получил название Marvel Avengers Assemble.
В США фильм получил прокатный рейтинг . Мировая премьера «Мстителей» состоялась 11 апреля 2012 года в кинотеатре «Эль-Капитан» в Голливуде. 28 апреля картина закрывала 11-й ежегодный кинофестиваль «Трайбека». Мировой прокат стартовал 25 апреля, в США — 4 мая. Российская премьера, которую посетил актёрский состав фильма, прошла 17 апреля в Москве, а прокат стартовал с 3 мая.

### Кассовые сборы
По предварительным данным, принимая во внимание интерес аудитории к фильму и предварительные онлайн-заказы билетов, Box Office Mojo предположил, что картина может собрать в Северной Америке 172,5 млн долларов за первые три дня проката, а в действительности сборы даже превысили ожидания — с 4 по 6 мая фильм собрал в прокате в США больше 207 млн долларов. «Мстители» обогнали «Тёмного рыцаря» 2008 года (158,4 млн долларов) и «Голодные игры» 2012 года (152,5 млн долларов), которые установили рекорд по лучшим сборам на вторые и третьи выходные проката после «Гарри Поттер и Дары Смерти: часть 2» (169,2 млн долларов). Предварительная продажа билетов на сайте MovieTickets.com в Северной Америке за неделю до выхода более чем на 150 % превысила количество билетов «Первого мстителя», «Тора» и «Железного человека 2» вместе взятых.
«Мстители» собрали 623 357 910 долларов в США и 895 455 078 долларов в других странах (из них 43 457 030 долларов в России), что в общей сложности составило 1 518 812 988 долларов. Таким образом на 2019 год картина занимает седьмое место в списке самых кассовых фильмов всех времён и первое в списке самых кассовых фильмов 2012 года. «Мстители» стали самым кассовым фильмом, снятым по мотивам комиксов, фильмом о супергероях и первым в списке самых кассовых фильмов Walt Disney Pictures. Сборы фильма за дебютные выходные по всему миру составили 392,5 млн долларов — на тот момент третий результат за всю историю. Кроме того, это пятый фильм Disney и двенадцатый в общем счёте, превысивший порог в 1 млрд долларов. «Мстители» сделали это за 19 дней, вровень с «Аватаром» и «Гарри Поттер и Дары Смерти: часть 2». Через 2 дня проката фильм окупил вложенный в него бюджет — 220 млн долларов.
Мировой прокат открылся в среду 25 апреля 2012 года в десяти странах. За пределами США 25 апреля «Мстители» собрали 17,1 млн долларов; 26 и 27 апреля прокат стартовал ещё в двадцати девяти странах, где с учётом первых трёх дней фильм заработал 73,1 миллиона. В воскресенье, 29 апреля, за свой первый выходной, картина собрала 185,1 млн долларов в 39 странах мира. «Мстители» удерживали первое место по сборам в течение трёх выходных проката за пределами Северной Америки. Помимо США, рекорды в первый уик-энд зафиксированы в Новой Зеландии, Малайзии, Мексике, Бразилии, Аргентине, Эквадоре, Перу, Центральной Америке, Боливии, на Тайване, Филиппинах, в Гонконге, Объединённых Арабских Эмиратах; однодневные рекорды на Филиппинах, в Сингапуре и Таиланде. В Австралии, на Филиппинах и во Вьетнаме фильм занял вторую строчку по сборам в первый день проката, уступив прошлогодним «Гарри Поттеру и Дарам Смерти: часть 2». В Австралии фильм также занял второе место по сборам за первые пять дней, а в Великобритании, Ирландии и на Мальте установил рекорд как самый прибыльный фильм о супергероях за дебютный уик-энд.
В России фильм лидировал в кассе первые две недели, собрал в общей сложности более миллиарда рублей, став первым по сборам среди фильмов Marvel в России, третьим результатом по сборам для фильмов Disney после картин «Пираты Карибского моря: На странных берегах» и «Алиса в Стране чудес» и самым кассовым фильмом 2012 года.

#### Рекорды
| Рекорд                                                            | Сумма или срок   | Предыдущий рекорд                                                             | Прим.           |
| ----------------------------------------------------------------- | ---------------- | ----------------------------------------------------------------------------- | --------------- |
| Максимальные сборы за первый выходной                             | $207 438 708     | «Гарри Поттер и Дары Смерти: часть 2» (2011, $169,2 млн)                      |                 |
| Максимальные сборы за первую неделю                               | $270 019 373     | «Тёмный рыцарь» (2008, $238,6 млн)                                            | [ 168 ]         |
| Максимальные сборы за первый выходной летом                       | $207 438 708     | «Гарри Поттер и Дары Смерти: часть 2» (2011, $169,2 млн)                      | [ 169 ]         |
| Максимальные сборы на первый выходной с поправкой на цены билетов | $207,4 млн       | «Тёмный рыцарь» (2008, $174,7 млн)                                            | [ 170 ]         |
| Максимальные сборы на первый выходной с поправкой на инфляцию     | $207,4 млн       | «Гарри Поттер и Дары Смерти: часть 2» (2011, $174,8 млн)                      | [ 169 ]         |
| Средние сборы в одном кинотеатре                                  | $47 698          | «Ханна Монтана и Майли Сайрус: Концертный тур «Две жизни»» (2008, $45 561)    | [ 171 ]         |
| Максимальные сборы 3D-показов за первый выходной                  | $108 млн         | «Алиса в Стране чудес» (2010, $81,5 млн)                                      | [ 172 ] [ 173 ] |
| Максимальные сборы IMAX-показов за первый выходной                | $15,3 млн        | «Гарри Поттер и Дары Смерти: часть 2» (2011, $15,2 млн)                       | [ 174 ]         |
| Максимальные сборы за второй выходной                             | $103 052 274     | «Аватар» (2009, $75,6 млн)                                                    | [ 169 ] [ 175 ] |
| Минимальное количество дней до $ 100 млн*, $ 150 млн              | 2 дня            | «Гарри Поттер и Дары Смерти: часть 2» (2011, 2 дня*, 3 дня)                   | [ 176 ]         |
| Минимальное количество дней до $200, $250, $300 и $350 млн        | 3, 6, 9, 10 дней | «Тёмный рыцарь» (2008, 5, 8, 10, 14 дней)                                     | [ 176 ]         |
| Максимальные сборы за три дня                                     | $207 438 708     | «Гарри Поттер и Дары Смерти: часть 2» (2011, $169,1 млн)                      | [ 177 ]         |
| Максимальные сборы за четыре дня                                  | $226 337 707     | «Гарри Поттер и Дары Смерти: часть 2» (2011, $187,2 млн)                      | [ 178 ]         |
| Максимальные сборы за пять дней                                   | $244 014 897     | «Тёмный рыцарь» (2008, $203,7 млн)                                            | [ 179 ]         |
| Максимальные сборы за шесть дней                                  | $257 627 807     | «Тёмный рыцарь» (2008, $222,1 млн)                                            | [ 180 ]         |
| Максимальные сборы за семь дней                                   | $270 019 373     | «Тёмный рыцарь» (2008, $238,6 млн)                                            | [ 181 ]         |
| Максимальные сборы за восемь дней                                 | $299 242 890     | «Тёмный рыцарь» (2008, $261,8 млн)                                            | [ 182 ]         |
| Максимальные сборы за девять дней                                 | $342 148 409     | «Тёмный рыцарь» (2008, $290,1 млн)                                            | [ 183 ]         |
| Максимальные сборы за десять дней                                 | $373 071 647     | «Тёмный рыцарь» (2008, $313,7 млн)                                            | [ 184 ]         |
| Минимальное количество дней до $ 1 млрд в мировом прокате**       | 19 дней          | «Аватар» (2009), «Гарри Поттер и Дары Смерти: часть 2» (2011, оба по 19 дней) | [ 185 ]         |

* За два дня отметки $ 100 млн достигали восемь фильмов, но сборы «Мстителей» к концу второго дня были выше, чем у всех остальных, в том числе предыдущего рекордсмена, «Гарри Поттера и Дары Смерти: часть 2».
** Началом отсчёта считается первый день мирового проката — 25 апреля 2012 года; 13 мая, на 19-й день после начала проката, фильм достиг отметки 1 млрд долларов. Если отсчитывать начиная с даты широкого проката в США, то «Аватар» и «Гарри Поттер и Дары Смерти: часть 2» собрали 1 млрд за 17 дней, а «Мстители» — за 10.

## Реакция
Фильм получил в целом положительные отзывы от критиков. На сайте Rotten Tomatoes его рейтинг «свежести» составляет 92 % со средней оценкой в 8 баллов из 10 на основе 318 рецензий; многие из отписавшихся сошлись, что «Мстители» оправдали устроенную вокруг них шумиху и подняли планку для будущих фильмов Marvel. По данным сайта CinemaScore, зрители поставили фильму редкую высшую оценку A+. На сайте Metacritic, где оценки выставляются на основе среднего арифметического взвешенного, средний рейтинг фильма составляет 69 баллов из 100 («в целом положительно») на основе 43-х обзоров.
Тодд Маккарти из The Hollywood Reporter написал положительную рецензию: «Эта шумная история о спасении мира — одна из тех, что все не раз видели, а герои на протяжении полувека появились более чем в пятистах выпусках комиксов. Но Уидон со своей компанией сумели смешать вместе всех персонажей и компоненты, получив в результате чрезвычайно вкусное, хоть и знакомое, блюдо». Заки Хасан из The Huffington Post назвал «Мстителей» лучшим фильмом о супергероях со времён «Супермена» 1978 года. Журналист и кинокритик Rolling Stone Питер Трэверс отозвался о картине как о воплощении блокбастера высшего уровня: «Именно такой блокбастер я видел мысленно, когда представлял себе фильм, который собрал бы всех кумиров мира Marvel в одной блестящей, невероятно захватывающей упаковке. Это „Трансформеры“ с мозгами, сердцем и удачным юмором». Джастин Чанг из Variety писал: «Как некая совершенная модель, созданная из независимых частей, жизнерадостная и забавная супергероическая солянка от Джосса Уидона представляет собой по сути замысловатый эскапизм, явно демонстрирующий положительный настрой и огромные запасы юмора, скрывая под собой все неминуемые штампы, которые могла продемонстрировать подобная 143-минутная лента о создании команды». Кеннет Туран из Los Angeles Times с похвалой отозвался о бешеном темпе «Мстителей». Роджер Эберт из Chicago Sun-Times поставил фильму три балла из четырёх возможных, отметив, что он снят «стильно и энергично», и назвав его именно тем, «чего хотят поклонники, но, возможно, не тем, чего они заслуживают».
На фоне похвал выделялись отрицательные отзывы, тон которым задал Энтони Скотт из The New York Times, в особенности раскритиковав игру Сэмюэля Л. Джексона. Скотт заявил, что «Мстители» оказались провальными и едва ли заслуживают образовавшейся вокруг них шумихи, а забавными моментами не удаётся перекрыть «тяжёлую пустоту, неимоверный цинизм, который не в меньшей степени является недостатком самого фильма, нежели особенностью жанра». На следующий день недовольный рецензией Джексон написал в своём Twitter-аккаунте: «Поклонники „Мстителей“, критику из NY Times Э. Скотту нужна новая работа. Давайте поможем ему подыскать что-нибудь, что он действительно умеет делать».
Энтони Лэйн из The New Yorker заявил, что фильм будет понятен только поклонникам Marvel, а обычный зритель в течение первых нескольких минут даже не поймёт, где происходит действие. Ричард Корлисс из Time хоть и не счёл фильм провалом, назвал его не лучшей экранизацией Marvel, проигрывающей, например, первому «Железному человеку». Филип Френч в своём обзоре для британского издания The Guardian посчитал, что сам сюжет затянут и всё, что происходит вокруг, невозможно удержать в голове.
Писатель-фантаст Джордж Мартин, известный серией фэнтези-романов «Песнь Льда и Огня», а также давний поклонник комиксов Marvel и DC, в своём блоге высказал собственное, в целом положительное мнение о фильме, но с рядом придирок. По его мнению, 3D-эффекты в фильме не очень пригодились и сделали ряд сцен слишком тёмными. Основные персонажи — Тор, Железный человек, Капитан Америка, Халк и Ник Фьюри — показаны удачно, а потенциал Соколиного глаза и Чёрной вдовы был растрачен впустую. Соколиный глаз блёкнет на фоне Железного человека, ведь в комиксах Бартон так же остёр на язык, как и Тони Старк. Чёрная вдова, по его мнению, в некоторых моментах выглядела глупо и абсолютно не похоже и на роковую женщину из первых её появлений в комиксах (Tales of Suspense #52, #57 (апрель, сентябрь 1964 года)), и на её последующие появление в качестве супергероини в Daredevil #81-124 (ноябрь 1971 — август 1975 годов), хотя Скарлетт Йоханссон «великолепно выглядела в костюме».

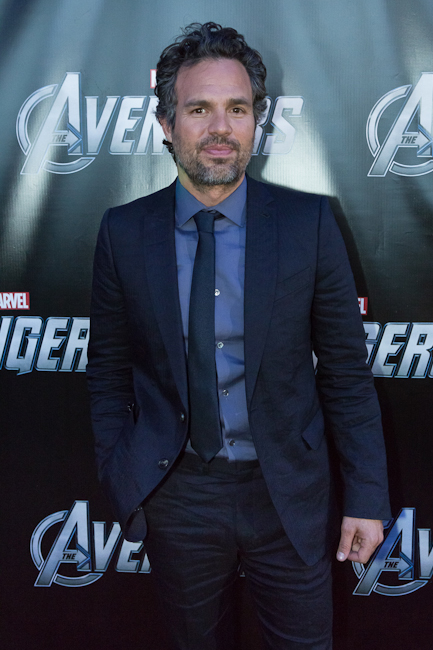
Положительные отзывы снискал Брюс Баннер / Халк в исполнении Руффало, который, по мнению некоторых, был удачнее, чем в предыдущих фильмах

Частой темой в рецензиях была актёрская игра. За роль Брюса Баннера / Халка положительные отзывы снискал Марк Руффало. Джо Неймайер посчитал его игру лучшей из всего актёрского состава фильма, назвав Баннера в исполнении Руффало озером ироничного спокойствия, готовым превратиться в вулкан. Энтони Лэйн поставил проделанную Руффало работу в один ряд с игрой Роберта Дауни-младшего, назвав пару лучшими актёрами фильма и добавил, что Хиддлстон справился с ролью Локи лучше, чем в «Торе». Карина Лонгворт из The Village Voice резюмировала: «Руффало успешно освежает историю Халка, сделав из Баннера застенчивого ботаника-гения, который, в отличие от самодовольных мачо в команде, не так прост, чтобы привлекать к себе внимание». Кеннет Туран заключил, что актёр превзошёл своих предшественников, Эдварда Нортона и Эрика Бану, и сам Нортон также одобрил Руффало. Отзывы о других актёрах оказались менее единодушными. Джо Моргенштейн из The Wall Street Journal писал, что, несмотря на комплименты в адрес Дауни, его игра в «Железном человеке» была удачнее, чем в «Мстителях», а Крис Эванс справился похвально, точно отразив внутренние противоречия своего героя.
Были высказаны мнения и относительно развития персонажей и диалогов. Кристи Лемир из Associated Press писала, что сценарий блестящий, как и спецэффекты, и «эти люди могут носить смешные костюмы, но под ними скрываются полнокровные персонажи». Скотт увидел схожесть отдельных моментов фильма с вестерном «Рио Браво» 1959 года, а Карина Лонгворт отметила, что хотя в сценарии Уидона и нашлось место предыстории персонажей, в фильме она представлена в качестве второстепенной, а не основной сюжетной линии.
Русскоязычная критика по-разному встретила фильм. По мнению Анны Сотниковой из «Афиши», в фильме «большую часть времени ничего не происходит», однако это не отнимает его самобытности как успешного супергеройского кино: «„Мстители“ — отчасти парад военной мощи США, отчасти костюмированная вечеринка с приятными друзьями, но настолько лихо сделанная, что если бы можно было изъясняться в категориях вроде „суперфильм“, „Мстители“ оказались бы как раз этим метафорическим „суперфильмом“». Лидия Маслова из русскоязычного издания «Коммерсантъ», написавшая разгромную рецензию, отметила, что фильм вытягивает только лишь игра Дауни, который хорош в любой роли. Нина Цыркун в своей рецензии в издании «Искусство кино» отметила ряд позитивных моментов, например спецэффекты, но также отметила слабость сюжета, по её мнению фильм распадается на отдельные серии. Сергей Оболонков из Lenta.ru написал о фильме с абсолютно предсказуемым сюжетом, в котором создатели уделили слишком большое внимание визуальной составляющей в ущерб повествованию. Михаил Трофименков из издания «Коммерсантъ-Власть» высказал мнение, что главной причиной съёмок фильма является борьба Marvel с конкурентом DC Comics, а сам фильм является отблеском этой борьбы. Людмила Пашкова из «РБК daily» назвала экранизацию идеальным фильмом по комиксам, которую с удовольствием может посмотреть даже человек, далёкий от них. Игорь Гулин из издания «Коммерсантъ Weekend» назвал фильм единственным приличным в серии картин Marvel про супергероев. Олег Зинцов из газеты «Ведомости» положительно оценил фильм, не за батальные сцены, а за уют, который был создан собранием супергероев.

#### Шутка Тора в отношении Локи
Всплеск интереса вызвал разговор между Тором и Чёрной вдовой в отношении Локи:

— ...А также мой брат.
— И уже убил восемьдесят человек.
— Сводный брат.
Оригинальный текст (англ.)— He is my brother.
— He killed 80 people in two days.
— He’s adopted.
Возмущение выразили сразу несколько организаций, заявивших, что это создаёт миф о жестокости приёмных детей и в ложном свете представляет мотивы Локи. Андреа По из The Washington Times в своей статье «The Avengers attack on adopted children is mean and unfunny» (с англ. — «Нападение Мстителей на приёмных детей жестокое и не смешное») писала, что такая «вопиющая невежественность» травмирует тысячи приёмных детей по всему миру, и не приходится надеяться на то, что подобный случай — единичный. По её мнению, тенденцию подхватят будущие блокбастеры, сценаристы которых мало осведомлены о ситуации в американских школах и считают подобные темы поводом для юмора. Американская правозащитница слабослышащих людей доктор Джейми Берке в своей петиции призвала Marvel принести публичные извинения, однако не призывала зрителей бойкотировать фильм. Президент и генеральный директор Национального совета по усыновлению Чак Джонсон не посчитал фразу чем-либо оскорбительным для приёмных детей и добавил, что понимает обе стороны конфликта. Обозреватель телеканала Sundance Channel Мэттью Родригес в своём Twitter-аккаунте написал, что «Мстители» произвели на него впечатление, однако «шутку Тора про усыновление он не понял». Позже он прокомментировал, что хоть юмор и должен иметь пределы, сам момент был смешным и это ещё не повод для беспокойства. Исполнитель роли Тора Крис Хемсворт рассказал, что фраза не была задумана как шутка и всё получилось в этом ключе только на съёмочной площадке.

### Награды и номинации
«Мстители» собрали большое количество наград и номинаций, включая номинацию на «Оскар» за «Лучшие визуальные эффекты» и номинацию BAFTA за «Лучшие специальные визуальные эффекты». Фильм также был номинирован на три Critics’ Choice Movie Awards, тринадцать People’s Choice Awards (выиграв три), одиннадцать Teen Choice Awards (выиграв две), шесть премий «Сатурн» (выиграв четыре) и шесть VES Awards (выиграв две).

### Издания
На Blu-ray и DVD-носителях фильм доступен с 25 сентября 2012 года. В комплекты вошли также в общей сложности тридцать минут удалённых сцен, аудиокомментарии режиссёра, альтернативная концовка, несколько роликов о создании фильма, видеоклип группы Soundgarden на песню «Live to Rise» и третья по счёту короткометражка Marvel под названием Item 47. В предыдущих короткометражных фильмах, которые вышли вместе с DVD-релизами фильмов «Тор» и «Первый мститель», главным героем был погибший в «Мстителях» агент Фил Колсон. «Мстители» также вошли в десятидисковый комплект Marvel Cinematic Universe: Phase One — Avengers Assembled вместе со всеми вышедшими на тот момент фильмами «Кинематографической вселенной Marvel». Комплект был выпущен 2 апреля 2013 года.

## Компьютерные игры
Компьютерную игру, основанную на фильме, планировалось выпустить одновременно с выходом фильма. Игра в жанре шутер от первого лица и beat 'em up должна была быть выпущена THQ на Xbox 360, PlayStation 3, Wii U и Microsoft Windows. Версия для консолей разрабатывалась THQ Studio Australia, а версия для PC — Blue Tongue Entertainment. После того, как THQ закрыла обе дочерние компании, игра была отменена. Право интеллектуальной собственности на игру по «Мстителям» перешло к Marvel, которая заявила, что компания изучает потенциальные возможности передачи лицензии и выпуска игры. В мае 2012 года Ubisoft и Marvel Entertainment объявили о совместной разработке игры Marvel Avengers: Battle for Earth для Wii U и Xbox 360 Kinect, основанной на сюжете полнометражного фильма в связке с комиксом Secret Invasion и более чем двадцатью игровыми персонажами.
Расширение Avengers Chronicles, содержащее в себе основанное на фильме игровое поле для пинбола, для таких компьютерных игр, как Marvel Pinball, Zen Pinball 2 и Pinball FX 2, будет выпущено компанией Zen Studios в мае или июне 2012 года для PlayStation 3, PlayStation Vita и Xbox 360.

## Продолжения

### «Мстители: Эра Альтрона» (2015)
В октябре 2011 года во время выставки New York Comic Con Кевин Файги сказал: «„Железный человек 3“ будет первой частью того, что мы называем второй фазой этой саги, которая, с Божьей помощью, достигнет апогея в „Мстителях 2“». В марте 2012 года Джосс Уидон заявил, что он хотел бы, чтобы сиквел был «… меньше. Более личным. Более тяжёлым. Будучи следующим этапом, который произойдёт с этими героями, а не просто то же самое, что сработало в первый раз. С помощью абсолютно нового и живого мотива». На премьере «Мстителей» Файги сказал, что Уидон рассматривается в качестве возможного режиссёра «Мстителей 2»
. В мае 2012 года после успешного выхода «Мстителей» Боб Айгер, генеральный директор Disney, объявил, что сиквел официально находится в разработке. В августе 2012 года студия объявила дату выхода фильма — 1 мая 2015 года — и сообщила, что Уидон снова займётся написанием сценария и режиссурой параллельно с работой над телесериалом по мотивам комиксов Marvel. 20 июля 2013 года на фестивале San Diego Comic-Con International было объявлено, что фильм получит название Avengers: Age of Ultron (рус. «Мстители: Эра Альтрона»). В России фильм был выпущен 23 апреля 2015 года, в то время как в США премьера состоялась 1 мая.

### «Мстители: Война бесконечности» (2018)
В октябре 2014 года был анонсирован триквел — «Мстители: Война бесконечности» (англ. Avengers: Infinity War), вышедший в России 3 мая 2018 года. В марте 2015 года было объявлено, что режиссёрами фильма станут Энтони и Джо Руссо.

### «Мстители: Финал» (2019)
Проект был анонсирован в октябре 2014 года под названием «Мстители: Война бесконечности — Часть 2». Братья Руссо вступили в команду проекта как режиссёры в апреле 2015 года, в мае Маркус и Макфили подписали контракт на написание сценария. В июле 2016 года студия Marvel убрала название картины, просто назвав его «безымянным».

### «Мстители: Судный день» (2026)
В июле 2022 года на Комик-коне в Сан-Диего Кевин Файги заявил о разработке ленты «Мстители: Династия Канга», первого фильма о команде после «Финала». Впоследствии лента получила название «Мстители: Судный день». Выйдет в прокат в США 1 мая 2026 года.

### «Мстители: Секретные войны» (2027)
Кульминацией Шестой фазы КВМ и всей Саги Мультивселенной, начавшейся в проектах Четвёртой фазы, станет фильм «Мстители: Секретные войны», премьера которого в США состоится 7 мая 2027 года.

## Комментарии
1. ↑  По заключённому контракту по передаче прав на прокат и распространение будущих фильмов студии Marvel Studios компании Disney, на рекламных материалах, трейлерах и постерах «Мстителей» и «Железного человека 3» должен стоять логотип Paramount Pictures вместо собственного логотипа Disney.
2. ↑  Фильм также известен как Marvel’s The Avengers Архивная копия от 25 мая 2012 на Wayback Machine, а в Великобритании Архивная копия от 19 апреля 2013 на Wayback Machine и Ирландии Архивная копия от 12 марта 2016 на Wayback Machine фильм вышел под названием Marvel Avengers Assemble.
3. ↑  По заключённому контракту по передаче прав на прокат и распространение будущих фильмов студии Marvel Studios компании Walt Disney Pictures на рекламных материалах, трейлерах и постерах «Мстителей» и «Железного человека 3» должен стоять логотип Paramount Pictures вместо собственного логотипа Disney.
4. ↑  В интервью Архивная копия от 5 сентября 2015 на Wayback Machine журналу Empire Кевин Файги подтвердил, что в сцене после титров появляется Танос — космический суперзлодей Marvel Comics.